# Loiret (rivière)
Pour les articles homonymes, voir Loiret.
Le Loiret () est une rivière située dans le département du Loiret auquel elle a donné son nom, dans la région Centre-Val de Loire (France).
C'est un affluent en rive gauche de la Loire, né d'une résurgence de celle-ci dont le cours est partiellement souterrain dans l'Orléanais,. Le Loiret signifie petite Loire, ce qui indique son origine.
Tout le cours du Loiret est inclus dans la région naturelle du val de Loire inscrit au patrimoine mondial de l'UNESCO.

## Géographie

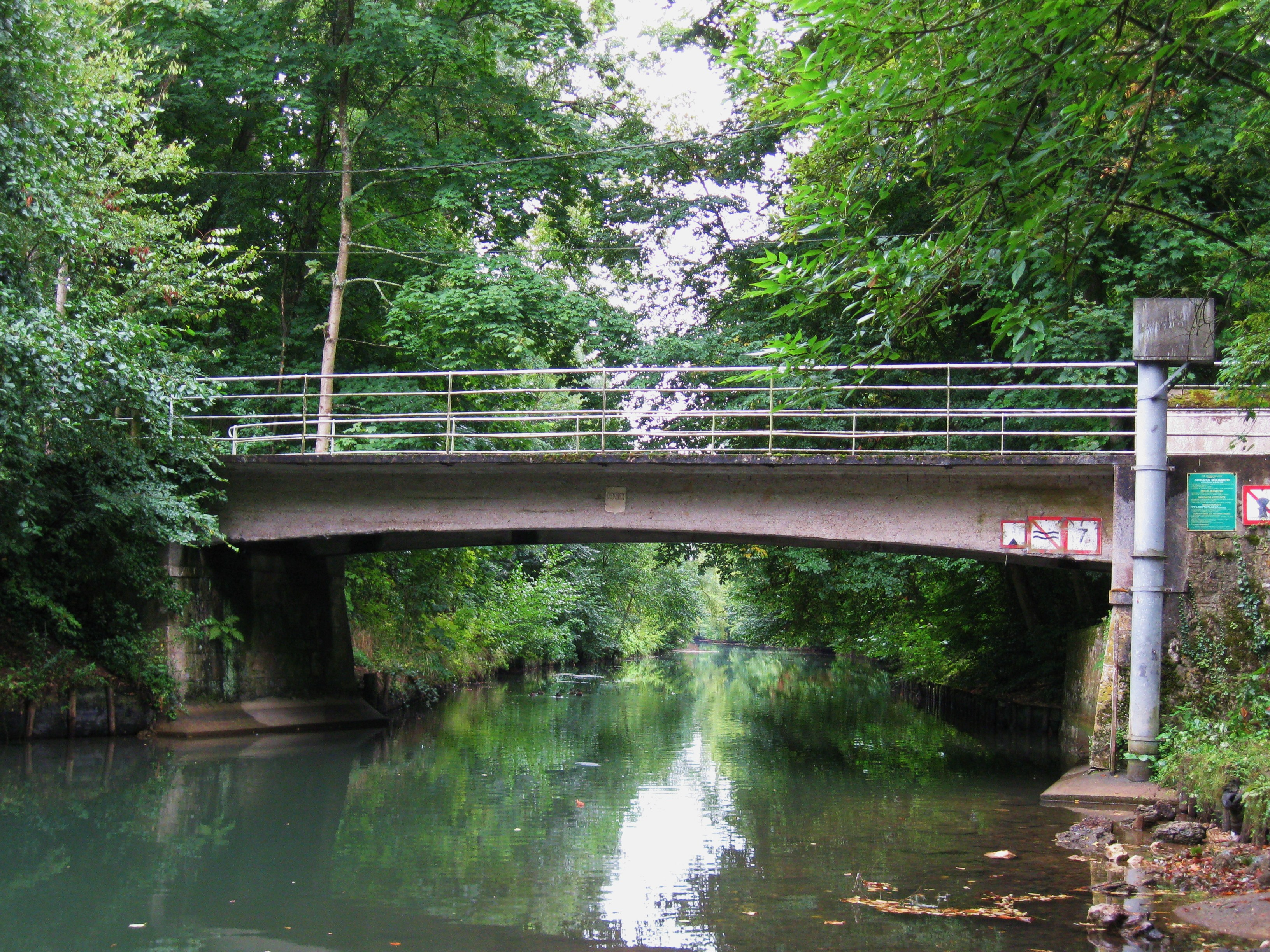
Le pont Bouchet à Olivet.

Le Loiret prend sa source dans le quartier orléanais d'Orléans-la-Source dans l'enceinte du parc floral de La Source au lieu-dit « le Bouillon ».
Il se jette dans la Loire après avoir traversé ou touché les communes d'Orléans, Olivet, Saint-Hilaire-Saint-Mesmin, Saint-Pryvé-Saint-Mesmin et Mareau-aux-Prés, toutes situées dans le département du Loiret et l'agglomération orléanaise. La réunion du fleuve et de la rivière constitue la pointe de Courpain.

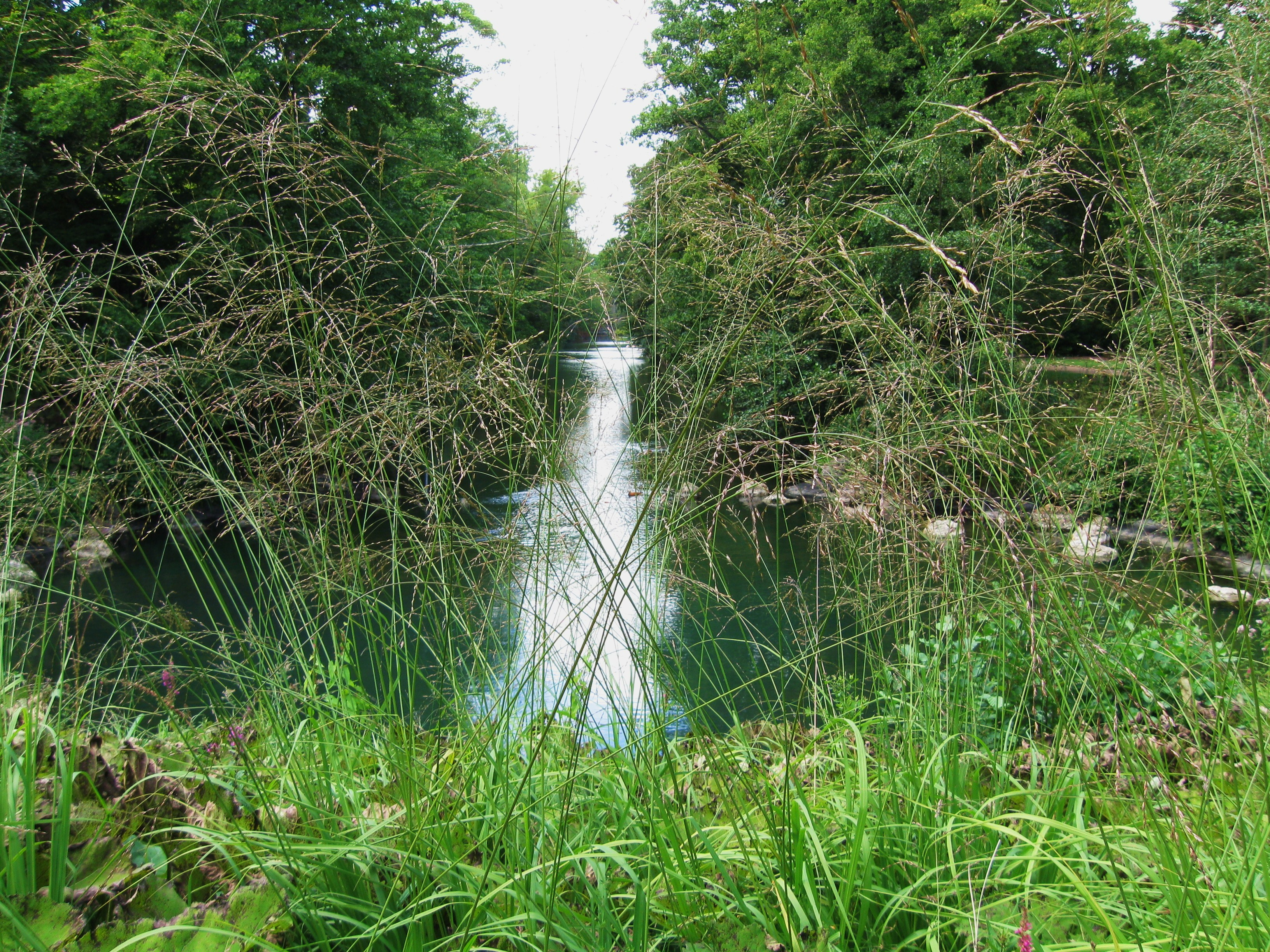
Source du Bouillon, parc floral de la Source.
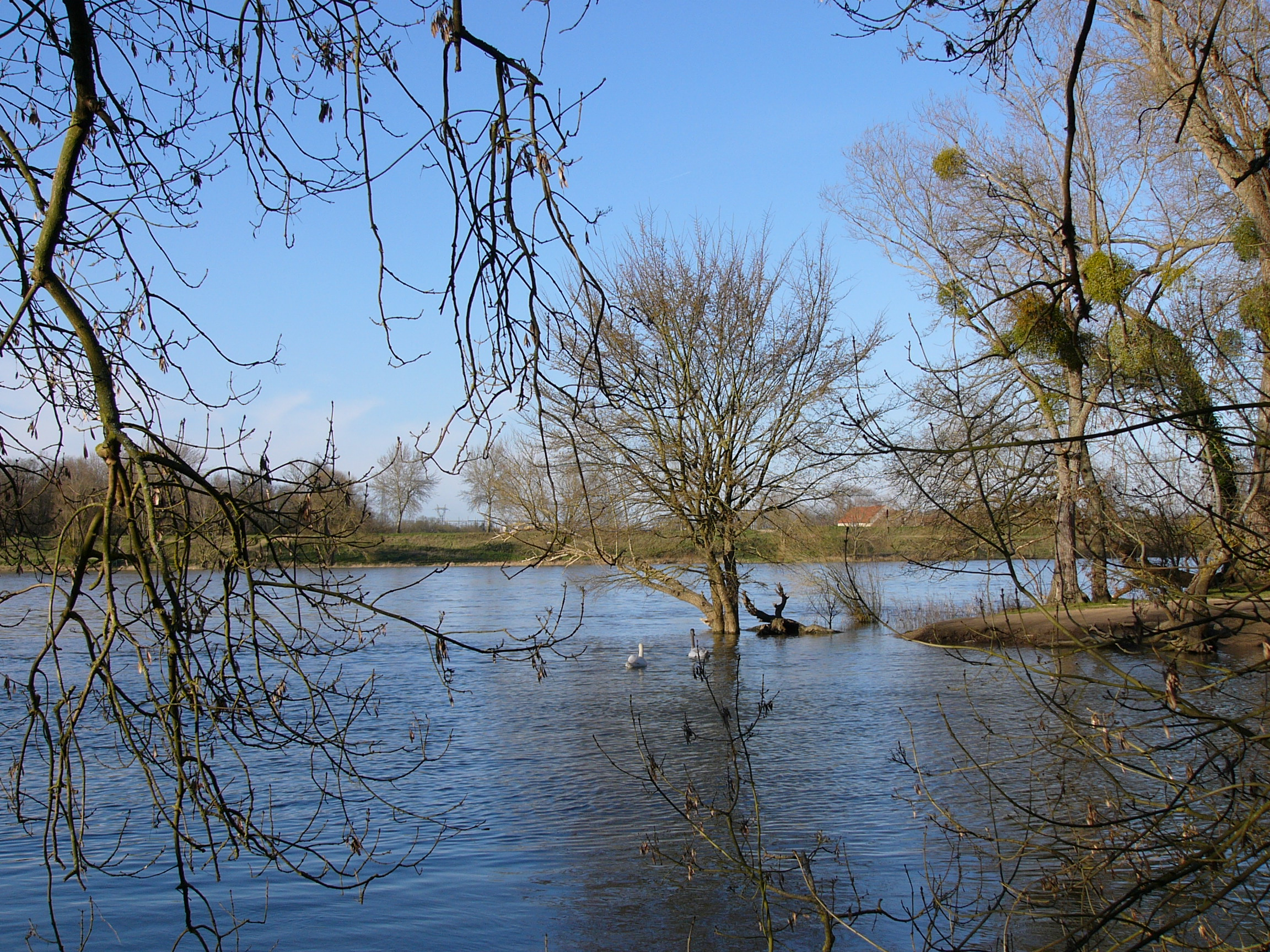
Confluence du Loiret avec la Loire à la pointe de Courpain, Saint-Pryvé-Saint-Mesmin.

De 11,6 km de longueur, le Loiret est longé par le sentier de grande randonnée 655 E en aval du pont Saint-Nicolas sur la rive gauche.
Les terres situées entre Loire et Loiret sont classées en zone inondable, elles correspondent au sud de l'agglomération orléanaise.
Le Loiret est situé en domaine privé entre le parc floral de la Source et la chaussée de Saint-Santin (sur Saint-Privé en aval du pont Saint-Nicolas, soit 7,5 km de long) ; après quoi la rivière devient domaniale jusqu’à la pointe de Courpain et sa confluence avec la Loire.

### Constructions sur le Loiret
La rivière est enjambée par plusieurs ponts, d'amont en aval : le pont Bouchet, le pont Cotelle, le pont de Sologne (N20), le pont du tramway (ligne A du tramway d'Orléans), le pont du Maréchal-Leclerc (D15), le pont de l'autoroute A71 et le pont Saint-Nicolas (D951).
La rivière compte également de nombreux moulins, grands et petits, et de très nombreuses vannes.

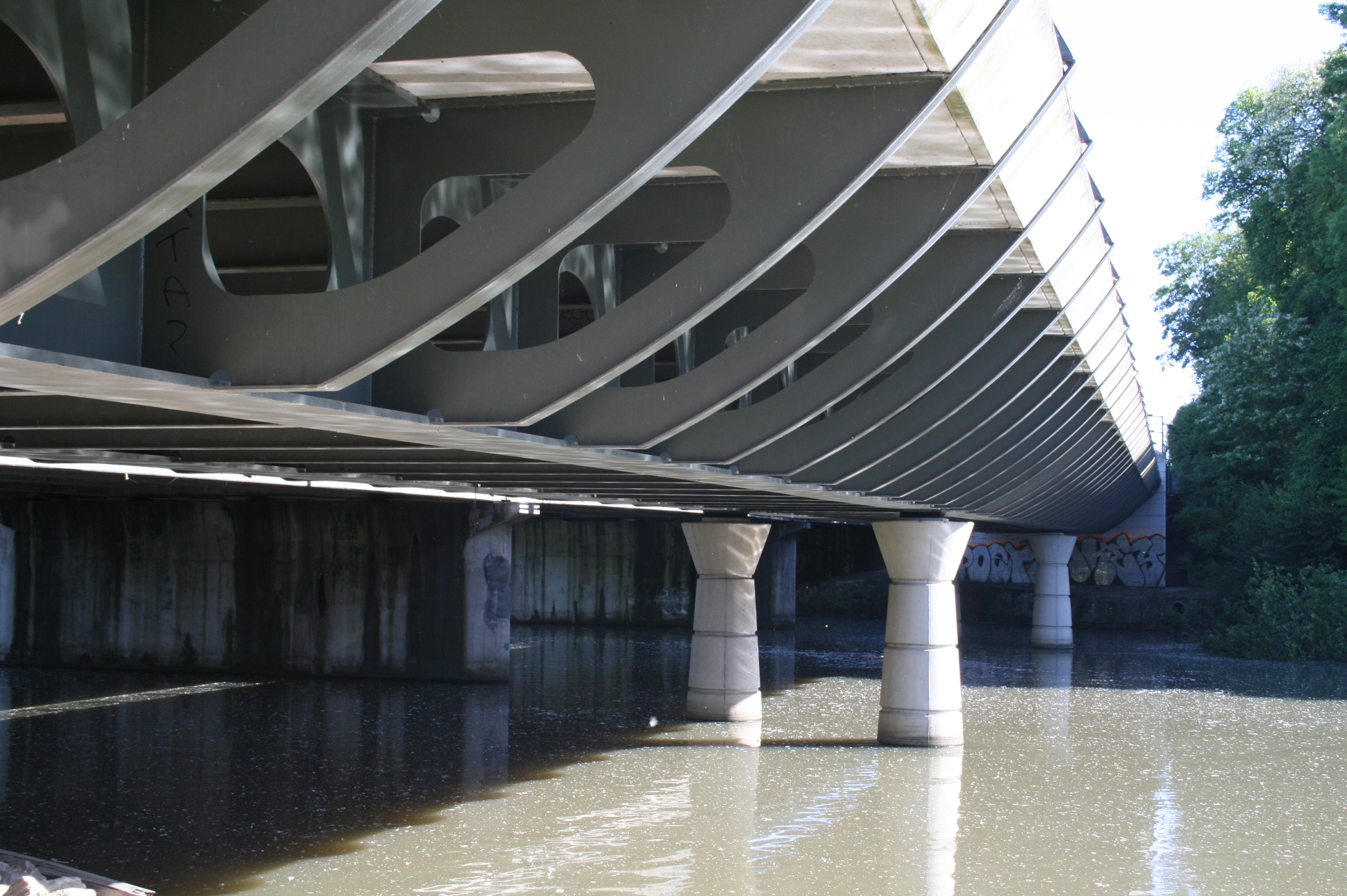
Pont du tramway et de la D 2020, Olivet.
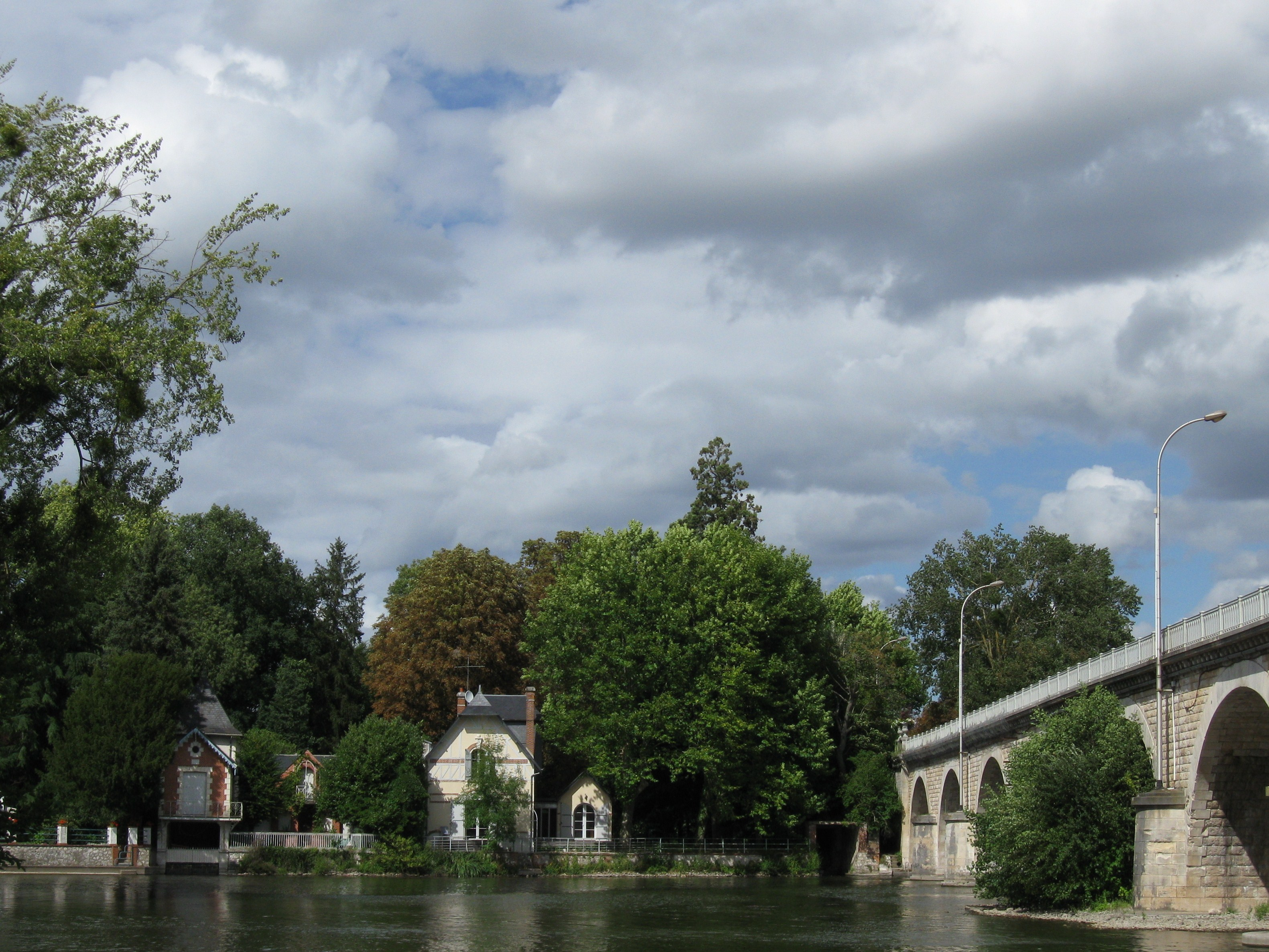
Pont d'Olivet.
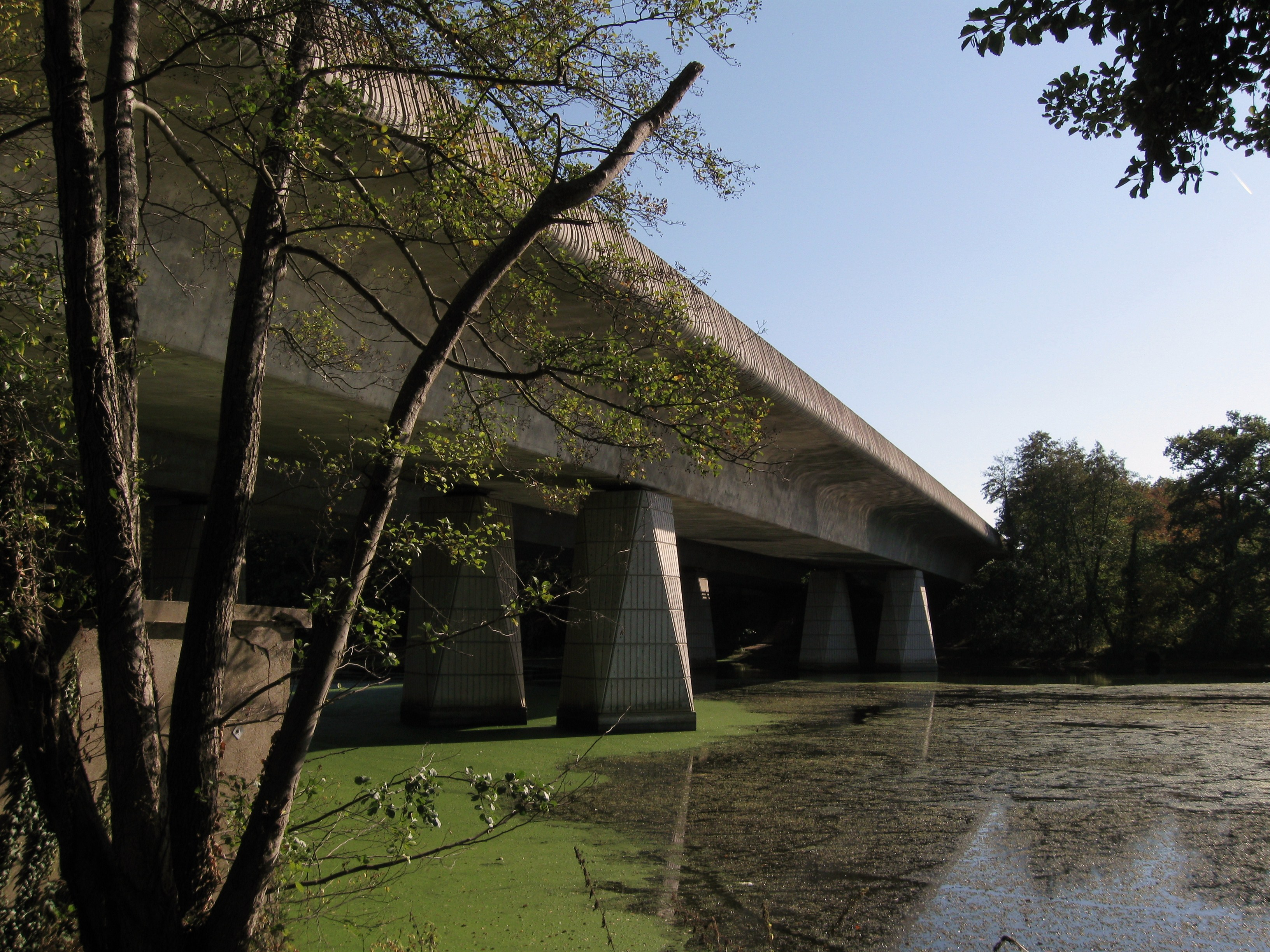
Pont de la A71, Olivet.
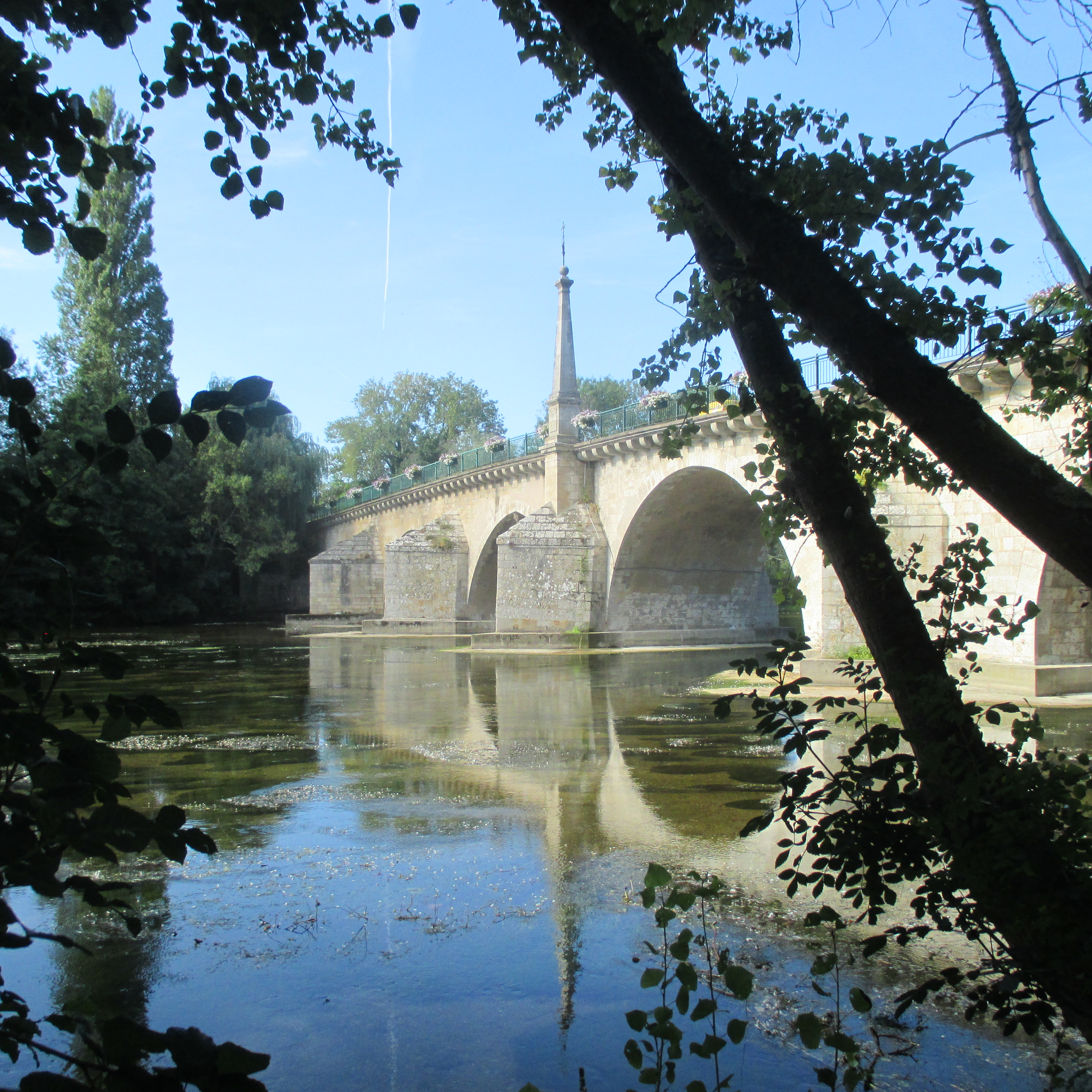
Pont Saint-Nicolas (D.951 St-Hilaire/La Chapelle), amont.

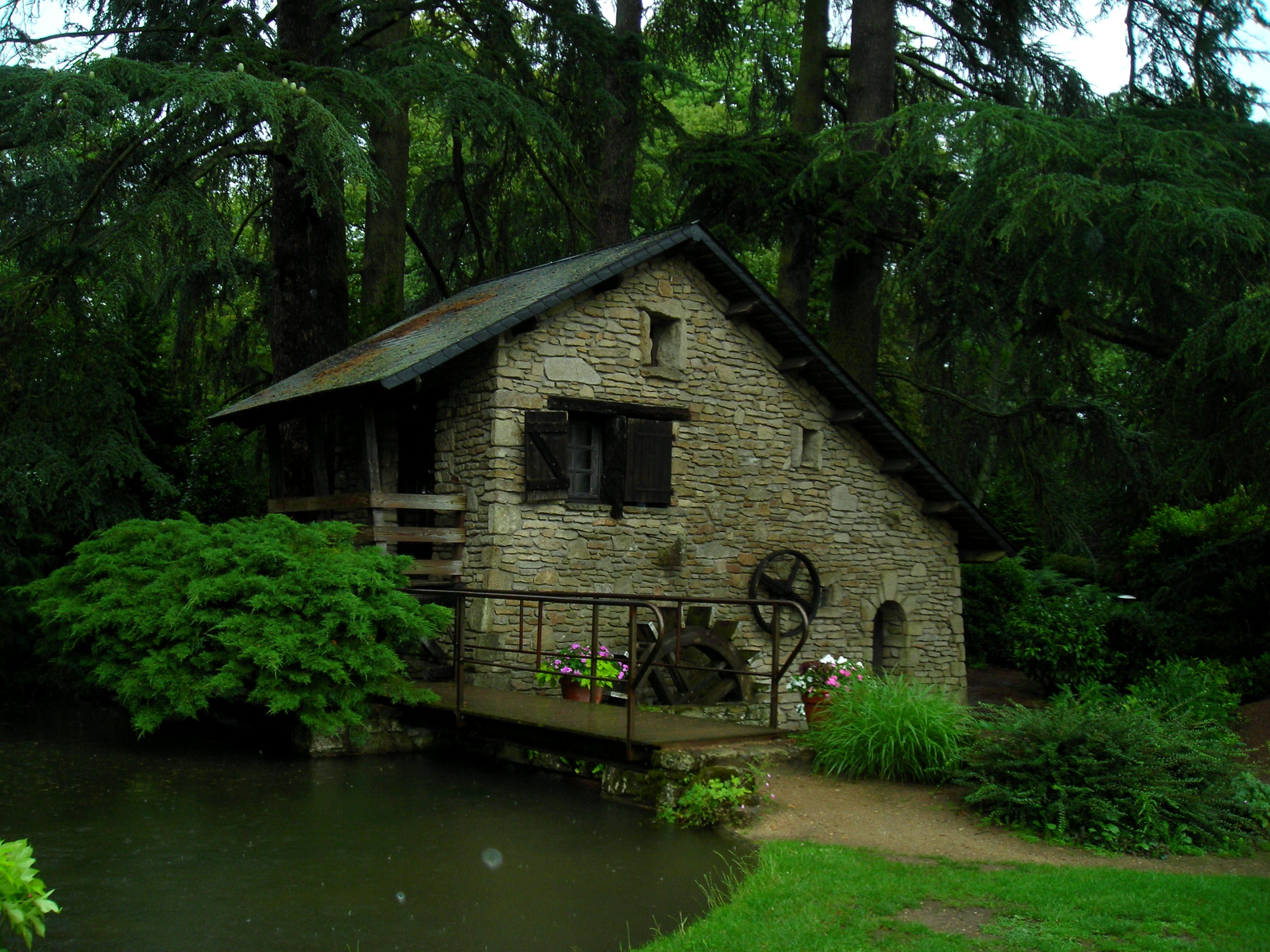
Petit moulin, parc floral de la Source.
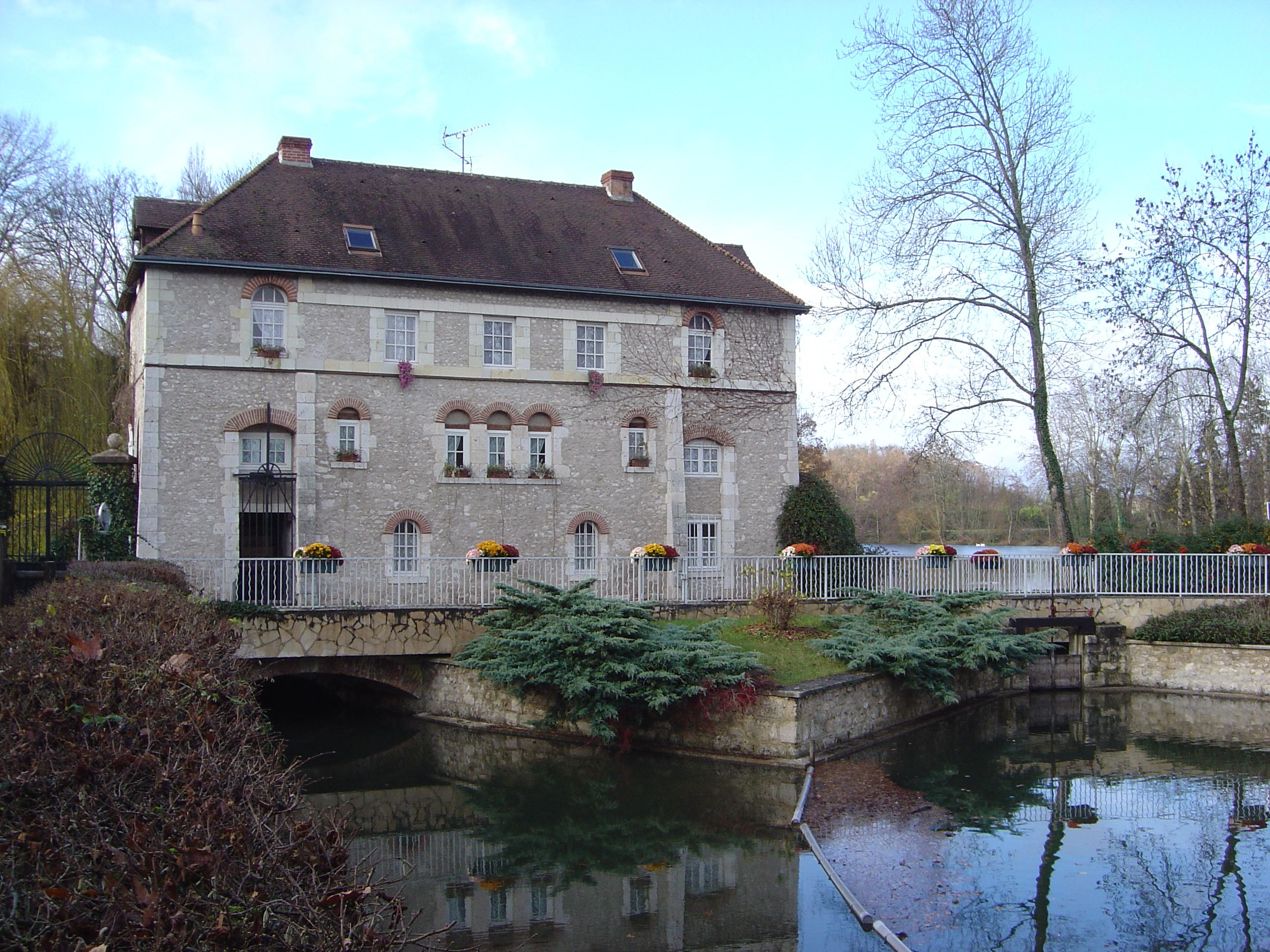
Ancien moulin sur le Loiret.

### Bassin versant
Le bassin versant du Loiret, d'une superficie d'environ 300 km2, couvre partiellement ou totalement le territoire de 21 communes, d'est en ouest :
- Viglain
- Sully-sur-Loire
- Neuvy-en-Sullias
- Guilly
- Tigy
- Sigloy
- Ouvrouer-les-Champs
- Vienne-en-Val
- Férolles
- Jargeau
- Darvoy
- Marcilly-en-Villette
- Sandillon
- Saint-Cyr-en-Val
- Saint-Denis-en-Val
- Saint-Jean-le-Blanc
- Olivet
- Orléans
- Saint-Pryvé-Saint-Mesmin
- Saint-Hilaire-Saint-Mesmin
- Mareau-aux-Prés

Les deux tiers amont de son bassin sont en milieu rural ; le tiers aval est urbanisé et porteur d'un patrimoine important.

## Affluents

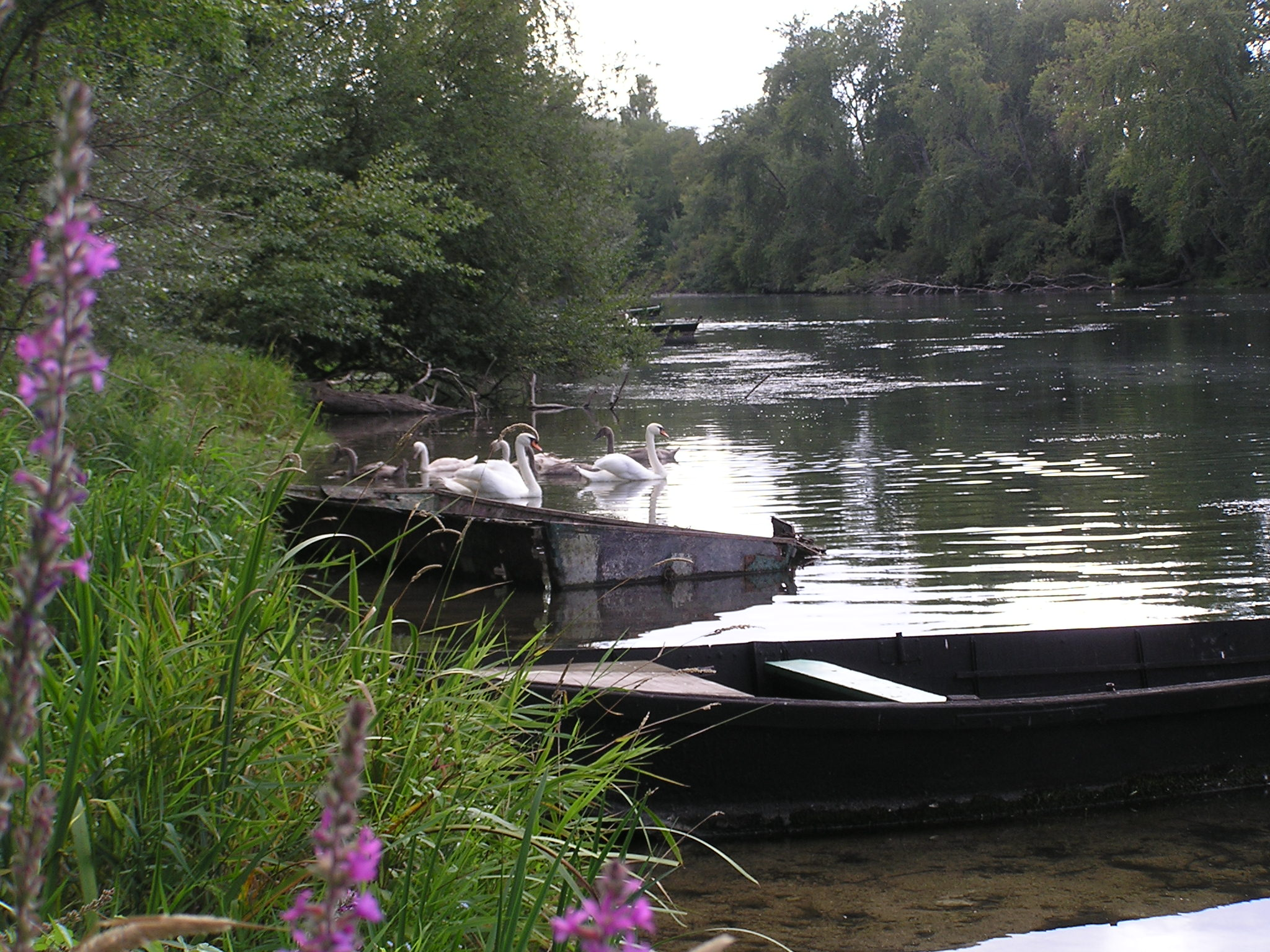
La Pie.

L'affluent principal est le Dhuy (appelé en amont le Leu puis la Bergeresse), rivière de 33,8 km de long qui prend source à Sully-sur-Loire et se jette dans le Loiret à la sortie du parc floral, en rive droite, en amont du pont Bouchet sur le territoire de la commune d'Olivet. L'Ousson et la Marmagne, affluents du Dhuy, sont donc des sous-affluents du Loiret.
Le bras de Bou, à proximité du pont Cotelle, et le bras des Montées, à proximité du pont de Sologne, sont deux autres affluents en rive droite.
La Pie, petit affluent de rive gauche de 800 m de long, naît, coule et conflue sur Saint-Hilaire-Saint-Mesmin.

## Hydrologie
Son débit moyen est de l'ordre de 0,5 à 2 m3/s. En mars 2017 le débit en amont est de 5 m3/s et en aval de 10 m3/s.
Le Loiret est alimenté à 70 % par les pertes de la Loire, des résurgences qui réapparaissent au niveau de ses sources, et à environ 30 % par son principal affluent, le Dhuy.
Occasionnellement, le sens de la rivière peut s'inverser, le Bouillon absorbant d'importantes quantités d'eaux venant du Dhuy et du Loiret, ce durant quelques heures ou journées, (voir plus bas « Effet d' inversac »).
Le débit étant très faible, l'envasement de la rivière est important. Et depuis le siècle dernier, ce débit a diminué et continue de diminuer. Sont en cause l'irrigation, l'alimentation en eau potable liée à l'urbanisation, l'enfoncement du lit de la Loire, et d'autres facteurs de moindre effet. La ville d'Orléans a déplacé son captage le plus important en 2012, pour réduire les impacts sur les sources du Loiret. Restent les deux autres captages de la ville d'Orléans, le puits Theuriet (réalisé en 1894) et le puits du Bouchet (réalisé en 1963), tous deux à proximité du parc floral.
Le débit du Loiret est presque entièrement dépendant de ce qui se passe dans la Loire orléanaise. Si le niveau de la Loire baisse de 1 m à la pointe de Courpin, le débit du Loiret est réduit de 50 % ; or le lit de la Loire s'y est précisément enfoncé de 1,50 m au cours du dernier siècle, en bonne partie à cause des prélèvements de sable et autres matériaux. Les changements climatiques en ce début de millénaire ne font qu'empirer la situation, comme le fait l'important accroissement des surfaces revêtues (béton goudron...) et donc imperméables. Avec tous ces facteurs en jeu, il suffit d'un gros orage sur Olivet pour faire monter l'eau de 50 cm en deux heures, suffisamment pour créer une crue riveraine.
Le cours du Loiret a été de longue date modifié et régulé pour servir les occupations humaines. Les aménagements ont commencé notablement à partir de l'installation de l'abbaye de Micy au VIe siècle. En 2016 son flux est encore régulé par 44 vannes sur ses quelque 13 km de longueur.

## Les sources du Loiret

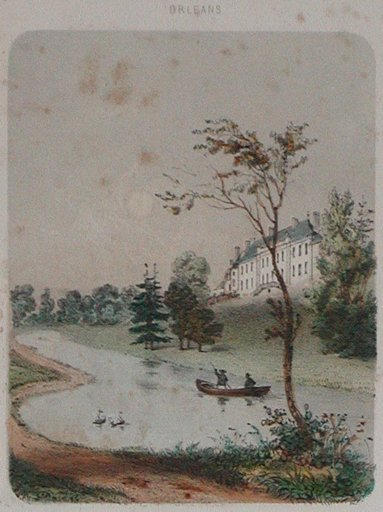
La source du Loiret,
estampe de 1833.

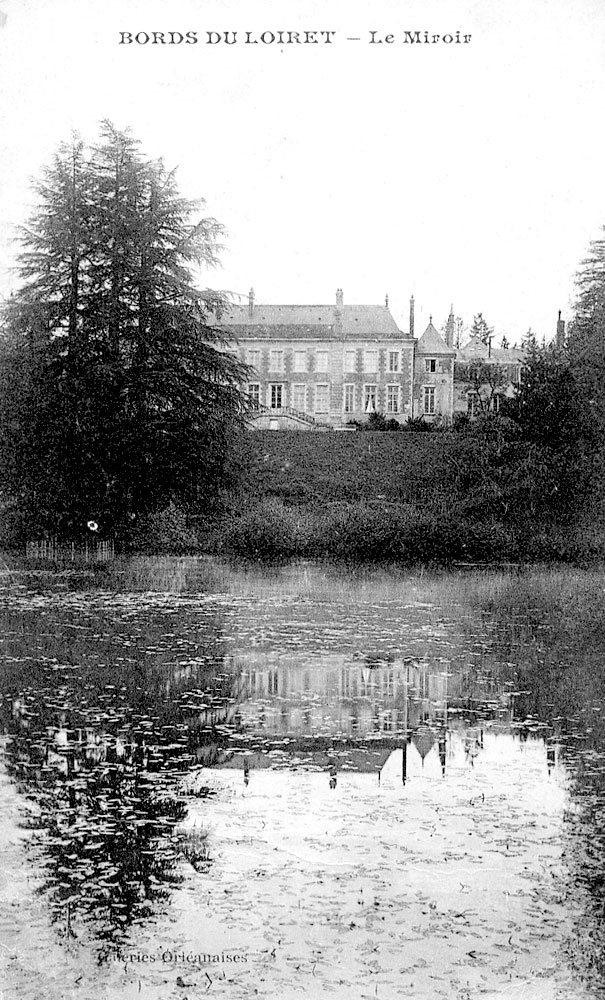
« Le Miroir », bassin reflétant le château de la Source.

Les sources du Loiret sont remarquables sur plusieurs aspects, essentiellement dus à la nature karstique du sous-sol local.
Elles sont situées dans le parc floral de la Source sur la commune d'Orléans, à environ 5 km au sud-est de la vieille ville et à 280 m au nord de la D 14 reliant Saint-Cyr-en-Val au sud-est et Olivet au nord-ouest.

### Histoire des sources
Trois sources ont été décrites : le « Bouillon », l'« Abîme » en aval du Bouillon, et le « Gouffre ». L'Abîme était la principale source au XVIIe siècle. Quand elle s'est retrouvée bouchée, le débit de la source du Bouillon a augmenté. Il a même été dit que la source du Bouillon n'est apparue qu'en 1672, lors d'un colmatage accidentel de l'Abîme.
Jusqu'à la fin du XVIIe siècle le parc floral actuel ne contient que deux sources : « la Grande Source » (dite aussi « l'Abîme » ou « le Grand Bouillon ») et « le Petit Bouillon » (l'actuel « Bouillon »).

Trois plans du XVIIIe s. des sources du Loiret
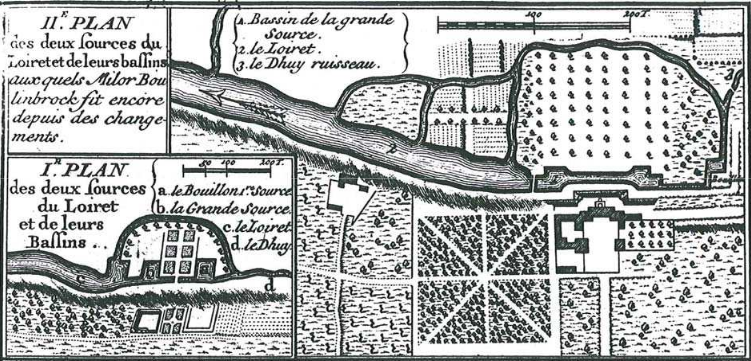
Plans I (1734, encart en bas à gauche) et II (1736).
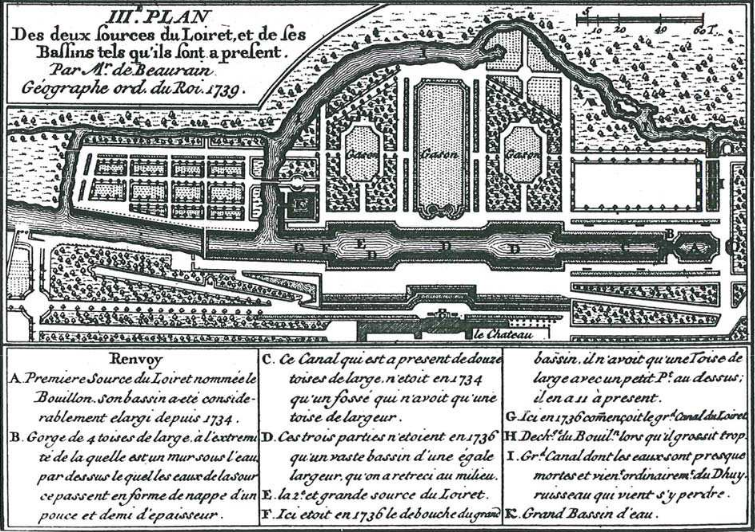
Plan III (1739).

Lord Bolingbroke, revenu en France - mais non plus en exil - en 1735 (voir article sur Bolingbroke), vit au château de la Source et y modifie les bassins des sources, comme l'indique le plan II ci-dessus de 1736.
Dans la première moitié du XVIIIe siècle le porche d'entrée du Grand Bouillon s'effondre ; subséquemment le débit de la source diminue notablement. Vers la même époque le château et les jardins subissent des aménagements ; la vasque du Grand Bouillon est utilisée comme décharge pour les gravats et autres rebuts de construction. Elle finit par se boucher entièrement et la source est oubliée. En parallèle, le débit de la source du Bouillon augmente.
En 1994, rencontre de Philippe Boismoreau et Jacques Munerot, spéléologues et plongeurs membres de l'association Spéléologie Subaquatique Loiret (SSL) d'une part, et de Michel Lepiller, spéléologue et hydrogéologue, et Patrick Albéric, géochimiste, tous deux étudiants chercheurs à l'université d'Orléans et axés sur les circulations souterraines locales d'autre part. Les quatre premières années de leur collaboration sont consacrées à l'exploration de diverses pertes hydrologiques, galeries, émergences et autres phénomènes d'hydrologie karstique locaux :
- de 1994 à 1996 : la perte de la Goule de l'Anche dans la vallée du ruisseau de l'Anche[Loc 4] entre Saint-Denis-de-l'Hôtel et Châteauneuf-sur-Loire ; et l'émergence temporaire des Vernelles[Loc 5] à Saint-Denis-de-l'Hôtel ;
- de 1996 à 1998 : la galerie noyée du karst sous le plan d'eau[Loc 6] de la base de loisirs de l'Île Charlemagne ; l'émergence sous-fluviale de Bellevue[Loc 7] à La Chapelle-Saint-Mesmin ; différentes émergences dans la rivière le Loiret : Béchets[Loc 8], traçage à la fluorescéine le 1er mars 2009), Tacreniers[Loc 9], etc.

Depuis 1998 l'équipe s'est focalisée en particulier sur les sources du Loiret.
En 2001 il ne reste plus de l'Abîme qu'une cuvette boueuse de 2 m de profondeur parsemée de quelques affleurements de calcaire, avec un mince filet d'eau sortant au pied d'une petite barrière de calcaire. Au printemps 2002 la source de l'Abîme est désobstruée après plusieurs sessions d'excavation totalisant 250 heures de travail pendant l'hiver 2001-2002 ; un travail ralenti par des glissements de terrain dont la fréquence et l'amplitude augmentent au fur et à mesure des sessions. Le collecteur de l'Abîme est enfin atteint à environ 30 m de l'entrée.
Le Gouffre est depuis 1877 « le puits du Gouffre », un captage d'eau pour la ville d'Orléans à laquelle s'ajoutent Saint-Denis-en-Val, Saint-Jean-le-Blanc et Saint-Pryvé-Saint-Mesmin.

### Provenance de l'eau des sources du Loiret
L'origine des eaux a fait l'objet de discussions dès la fin du XVIIIe siècle où les deux hypothèses en vigueur étaient une résurgence de la Loire et celle d'eaux venant de la Sologne. L'idée d'une circulation souterraine d'un bras de la Loire réapparaissant sous forme de Loiret, devient prédominante en raison d'arguments de débit : Henri Sainjon, inspecteur général des Ponts et Chaussées, effectue vers 1880 une série de mesures du débit de la Loire depuis le hameau de Bouteille sur Guilly (41 km en amont d'Orléans) jusqu'aux abords d'Orléans. Or le débit en amont de Guilly baisse constamment sur ce trajet et les 7 à 20 m3/s perdus sur ce trajet ne sont récupérés par des résurgences qu'à 9 km en aval d'Orléans (soit plus de 50 km en aval de Guilly), et en aval de la confluence du Loiret. Le baron de Beaucorps confirme le fait grâce... à sa baguette de sourcier. En 1901, Félix Marboutin en fait définitivement la preuve en retrouvant dans le Loiret un colorant qu'il a dilué plus en amont dans la Loire, l'origine de la déviation se situant dans les environs de la commune de Jargeau.
Ceci confirme que l'eau de la Loire participe à l'alimentation du Loiret, mais ne dit pas que la Loire en est la seule origine. Il est vrai que le Loiret est principalement formé de résurgences de la Loire ; la source du Bouillon est un des points d'accès classiques du réseau karstique et activement explorée. Mais une partie de son eau provient de la forêt d'Orléans, c'est-à-dire en rive droite de la Loire, côté nord. Michel Lepiller a démontré par traçage le lien entre la source du Loiret et le gouffre de l'Anche à Châteauneuf-sur-Loire, ainsi qu'avec les fosses de la Noue sur le ruisseau de Chenailles à Saint-Denis-de-l'Hôtel. La Goule de l'Anche, la plus grosse de ces pertes, a été explorée par l'association SSL ; elle se présente comme une cavité exondée avec de petits siphons. La carrière de Darvoy à 4 km en aval du pont de la D921 à Jargeau et en bord de Loire, est reliée à la Loire par un chenal depuis les crues de 2003 ; elle est aussi reliée au Bouillon, dont elle est éloignée de 10,3 km à vol d'oiseau, par le réseau karstique qu'elle parcourt en 48h. En août 2009 le chenal reliant la carrière à la Loire a été bouché par des alluvions, si bien que l'eau de la Loire ne pouvait plus pénétrer dans la carrière ; le niveau du Loiret a baissé, et s'est rétabli rapidement dès que le chenal de la carrière a été débouché.

### Formation du réseau karstique
Pour comprendre le Loiret et ses sources il faut comprendre la Loire dans la région. 

À Gien la Loire entre dans une zone dont la roche-mère est le calcaire lacustre de la Beauce, qui participe de la formation géologique du bassin Parisien. De plus à partir de Guilly (7 km en aval de Sully-sur-Loire – là où le Dhuy s'approche à 100 m d'elle) et sur environ 33 à 50 km elle traverse le val d'Orléans, une vallée d'alluvions dont les couches peu épaisses laissent parfois le calcaire à nu. Le calcaire se trouve entre 0 m et environ 10 m de profondeur.

L'eau dissout le calcaire ; celle de la Loire (légèrement acide,) dissout la roche-mère ; sur ces 50 km, son cours prend une pente à 5 % alors que la pente du terrain n'est que de 1 %. Et dans cette zone de calcaires fissurés, une bonne partie du débit d'étiage est souterrain : elle y  perd entre 7 et 20 m3/s dans un réseau karstique particulièrement développé qui ne lui restitue son eau qu'en aval de la confluence avec son affluent le Loiret. Déjà Sainjon, qui avait poursuivi ses travaux au-delà du Loiret, avait démontré l'existence de résurgences formées dans le lit même de la Loire en aval de sa confluence.
Ce réseau karstique repose sur une couche inférieure dite « molasses du Gâtinais », imperméable et à ce jour non traversée. Les galeries dans le calcaire vont par endroits jusqu'à 22 m de profondeur et ont été façonnées par la Loire en seulement quelques dizaines de milliers d'années. Les premières pertes de la Loire sont celles de Châteauneuf-sur-Loire, qui peuvent atteindre 15 m3/s.
La source du Bouillon est un des points d'accès classiques de ce réseau et activement explorée.
Parmi leurs nombreuses recherches sur le terrain, l'équipe d'étude verse le 1er mars 2009 de la fluorescéine dans les pertes dans le Loiret en face de l'hôtel-restaurant le Rivage. Le colorant est retrouvé pour une bonne part à 580 m en aval dans le bassin du moulin de Saint-Julien, mais aussi 3,7 km à l'ouest – en aval – au pont Saint-Nicolas sur le Loiret ; à l'émergence sous-fluviale de Bellevue, à 4 km au nord-ouest) dans la Loire à la Chapelle-Saint-Mesmin ; et dans la Loire à Tavers, 25 km au sud-ouest. Le transit de l'eau dans le réseau est plutôt rapide : 48h entre les pertes de Jarjeau et le puits du Gouffre.
Cette distance de 25 km vers l'aval et les 41 km en amont depuis Guilly, donnent une idée de la grande amplitude du réseau karstique local. Outre ceci, l'idée à retenir est que le Loiret - comme la Loire dans l'Orléanais - est une entité complexe avec des échanges souterrains multidirectionnels sur tout son parcours.

### Les risques du karst
Les 432 km du parcours de la Loire en terrain sédimentaire sont classés en “risque karstique”, val d'Orléans en tête de liste avec plus d'un gouffre par km2. La plupart ont été rebouchés, mais l'eau ne cesse de creuser son chemin. Des bîmes se forment fréquemment sur les digues, sur tout ce parcours. Des effondrements se produisent parfois, avec en exemple récent celui qui a entièrement englouti une maison à Saint-Pryvé-Saint-Mesmin en 2010. Les interventions humaines provoquent également des effondrements à l'occasion : témoin en 1979 le premier forage géothermique de Melleray à Saint-Denis-en-Val, où à environ 16 mètres de profondeur, la foreuse de gros diamètre a traversé la voûte d'une large cavité ; un large cratère de plusieurs mètres de circonférence s'est créé au-dessus du vide sous la plate-forme de forage en béton qui s'y est affaissée et le châssis entier, supportant foreuse et moteurs, s'est retrouvé suspendu et retenu seulement par les bords du cratère.
Des précautions doivent donc être mises en place pour toute excavation sur ce territoire. Ainsi le forage de 1979 a repris à côté du premier trou malencontreux, en ajoutant un tube de soutènement ancré dans le calcaire pour empêcher les alluvions des couches supérieures de s'engouffrer dans le trou creusé et de créer une bîme. En l'an 2000 l’architecte Santiago Calatrava, qui construit le pont de l’Europe, doit positionner les appuis principaux du pont à plus de 200 mètres d'écart, à la recherche de terrains stables. La reconstruction de la station d’épuration à l’île Arrault (achevée en 2012) en rive gauche de la Loire sur Saint-Pryvé-Saint-Mesmin, implique de combler de béton le karst qui mine le site (cette station d'épuration reçoit également les eaux usées de la rive droite par deux siphons passant sous la Loire).
La connaissance du réseau karstique permet d'affiner les mesures de prévention nécessaires lors d'interventions humaines et pour protéger les constructions existantes, à commencer par les digues dont la rupture peut entraîner des inondations graves ou moins graves. Les services géologiques des trois régions concernées : Bourgogne, Centre et Pays de la Loire, ont participé aux analyses  géologiques et hydrogéologiques de la Loire menées de 2006 à 2011 par le BRGM dans toute la zone concernée.

### Effet d' «inversac»
Occasionnellement, le sens de l'écoulement des sources peut s'inverser : le Bouillon absorbe l'eau du Loiret et du Dhuy, qui disparaît alors dans le réseau karstique. Ce phénomène apparaît lorsque deux facteurs se produisent conjointement : les eaux de la Loire et de sa nappe sont basses (période d'étiage) et les pluies locales sont fortes, avec montée rapide des eaux du Dhuy et donc de celles du Loiret. Ces deux cours d'eau se retrouvent alors plus élevés que la nappe et le réseau karstique, et l'eau suit naturellement la pente. Les résurgences deviennent alors des pertes.

L'équipe de recherches a réalisé un traçage en 1997 lors d'un épisode d'inversac du Bouillon. La fluorescéine a été retrouvée 30 heures plus tard aux sources de Saint-Avit et de la Pie, ce qui confirme les connexions entre les cours d'eau locaux.
Avant la réouverture de la source de l'Abîme, la source de la Rigouillarde fonctionnait en inversac en même temps que celle du Bouillon. Depuis cette réouverture en 2001, c'est l'Abîme qui fonctionne en inversac ; le Bouillon ne fonctionne plus en perte.

### Température de l'eau des sources
Une autre caractéristique de ce système karstique est de fonctionner comme un énorme échangeur thermique, ce qui maintient les sources à une température fraîche et stable. Ainsi l'eau à proximité des sources du Loiret ne gèle jamais. Des relevés de température de l'Abîme sur 35 mois entre 2002 et 2004 ont donné un minima moyen de 9 °C en février et un maxima moyen de 18 °C en août.

## Pollution et mauvais état général
Dans les années 1980, le Loiret est extrêmement pollué. D'origine multiple, la pollution provient en premier lieu de la station d'épuration d'Orléans-La Source, qui se déverse dans le Dhuy et qui fait baisser la qualité de l'eau de 2 niveaux sur une échelle de pollution à 6 niveaux (Le Dhuy passe de niveau 3 à niveau 5). La deuxième source de polluants est le Dhuy lui-même, qui collecte des pollutions d'origine agricole et ce principalement en hiver, saison où l'activité biologique (donc de dégradation) est ralentie. Viennent ensuite les eaux de ruissellement des routes, qui à  l'époque ne sont pas filtrées ; les riverains ; et la nappe souterraine qui alimente les sources. Pour cette dernière, c'est principalement l'eau de la Loire, bien filtrée dans le réseau karstique mais très pauvre en oxygène. L'eau du Loiret est tellement polluée que les algues n'y poussent plus. Un plan d'action est décidé, des efforts sont faits (comme la relocalisation de la station d'épuration d'Orléans-La Source en 1992 ou celle de la station d'épuration de Saint-Cyr-en-Val en 2009) qui portent dans une certaine mesure leurs fruits puisqu'en 2013 les algues sont devenues trop abondantes - une tendance notée en 2007. Aussi quelques années après l'ASRL et la ville d'Olivet contractent un gros bateau faucardeur pour créer une "tranchée" libre d'obstacle dans le cours du Loiret pour en libérer l'écoulement. Plusieurs autres faucardages sont opérés par ailleurs.
Mais des incidents arrivent encore, comme en 2015 une pollution d'origine organique qui amène un arrêté d'interdiction de pêcher et de naviguer sur le Loiret et ses affluents pour un peu plus d'un mois. En 2016 les stations d'épuration de Vienne-en-Val, Tigy et Neuvy-en-Sullias se déversent encore dans le Dhuy. En 2017 le Loiret n'est toujours pas en bonne santé : son bilan écologique est mauvais et l'excès d'algues gêne son utilisation à des fins sportives (aviron par exemple).
Une grande partie des problèmes du Loiret vient de ce qu'il a été canalisé de façon trop large dans les siècles précédents, ce qui ralentit son écoulement et l'empêche d'évacuer vase et algues en surplus et d'évacuer les pollutions plus rapidement.
Un obstacle de taille vient de ce que pour le tiers aval du bassin du Loiret, urbanisé et riche en patrimoine, toute action nécessite la concertation entre de très nombreux acteurs. Or en 2017 il n'y a parmi ces acteurs toujours pas de consensus quant au degré de pollution de la rivière. Les Assises de la rivière Loiret sont un effort pour établir pour la réflexion de tous un bilan factuel de la santé réelle de la rivière, avec programmation d'études diverses - il s'agit entre autres d'actualiser le bilan hydro-sédimentaire fait en 2006.

L'un de ces acteurs est l'association syndicale de la rivière Loiret (ASRL), qui réunit les propriétaires riverains. Sa création remonte à 1858, selon un arrêté préfectoral plusieurs fois modifié depuis mais dont le principe, nommément la gestion de la rivière par les riverains, a perduré sans discontinuité jusqu'à nos jours.
Un point essentiel est qu'à terme la rivière ne pourra plus jouer son rôle de régulateur de crues ; à la suite des inondations catastrophiques de juin 2016 cet aspect renforce la motivation des élus et décideurs pour la multiplicité d'actions à entreprendre afin que le Loiret recouvre la santé. Un document de planification est adopté par le SAGE en 2011 avec en vue la remise en bon état du Loiret pour 2027. Un contrat territorial de 5 ans a commencé en 2017 et les « Assises de la rivière Loiret » se sont tenues le 16 septembre 2017 : une journée de réflexion sur les actions à entreprendre, venue à la suite des résultats d'une étude commandée par les communes et agences concernées - en particulier les signataires de la charte d'engagement signée le 14 octobre 2016. En 2017, en plus des algues excédentaires il s'agit d'aider le Loiret à se débarrasser de la plus grosse part des 186 000 m3 de vase stockés, vase présente surtout en amont (particulièrement à la confluence du Dhuy) avec seulement quelques dépôts localisés en aval. La question se pose quant à pourquoi la sédimentation a-t-elle globalement un peu baissé depuis 2006 mais qu'en certains endroits elle a augmenté. L'urbanisation est dominante entre le Loiret et la Loire d'une part, et dans le sud-est du bassin (campus de l'université). Les bassins de rejet d'eau de ruissellement sont aussi en cause, avec deux bassins se déversant dans le ruisseau des Montées et deux autres directement dans le Loiret.

## Faune, flore et protection

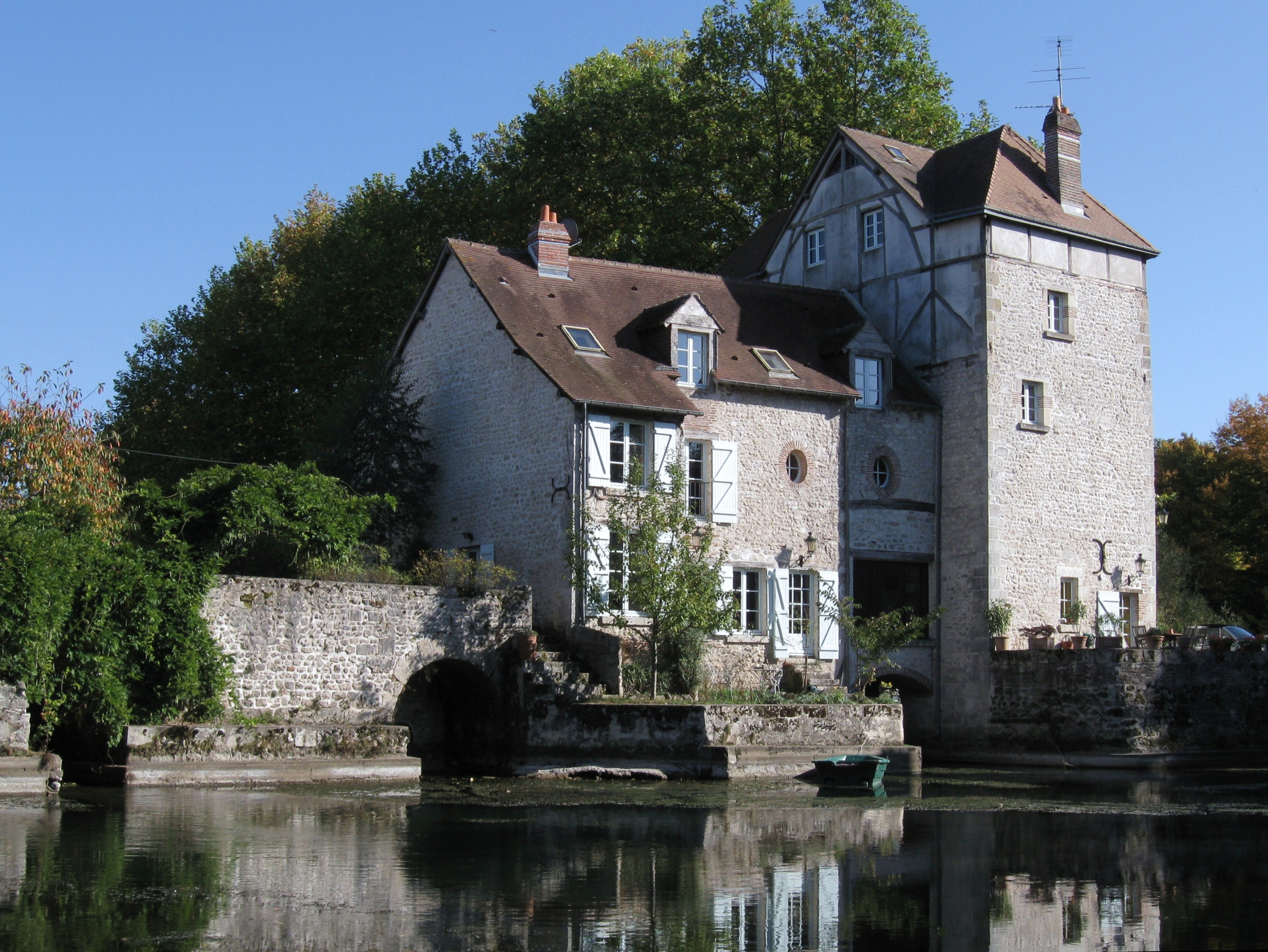
Ancien moulin sur le Loiret, chaussée des Tacreniers à Saint-Pryvé-Saint-Mesmin.

Le Loiret attire de nombreux oiseaux. De nombreuses espèces typiques des bords des rivières y cohabitent : héron cendré, aigrette garzette, martin-pêcheur, foulque macroule, poule d'eau, grand cormoran, mouette, canard colvert, grèbe huppé, cygne tuberculé... Elles apprécient particulièrement le Loiret en hiver, la température de l'eau restant relativement constante tout au long de l'année.
Un habitant moins apprécié est le rat musqué, qui non seulement creuse des galeries importantes de même que le ragondin également présent ; mais contrairement à ce dernier qui est végétarien, le rat musqué s'attaque aux animaux dont la rivière a grand besoin comme les moules d'eau douce (qui filtrent l'eau), écrevisses et autres. Le ragondin est lui aussi listé comme nuisible dans le département du Loiret à cause de ses galeries, qui minent les berges et levées et peuvent être cause d'inondations.
Toute la vallée du Loiret forme une zone de protection du patrimoine architectural, urbain et paysager : la « ZPPAUP de la rivière Loiret » (les ZPPAUP ont été remplacées le 12 juillet 2010  par les Aires de mise en valeur de l'architecture et du patrimoine (AVAP), elles-mêmes remplacées le 7 juillet 2016 par les sites patrimoniaux remarquables (SPR)).
La pointe de Courpain est un site protégé par un arrêté de biotope visant en premier chef sa forêt alluviale. Celle-ci comprend plus de 40 espèces d'arbres et arbustes dont l'orme lisse, espèce devenue rare en France. Elle est régulièrement inondée lors des grandes crues. Le castor y est présent.

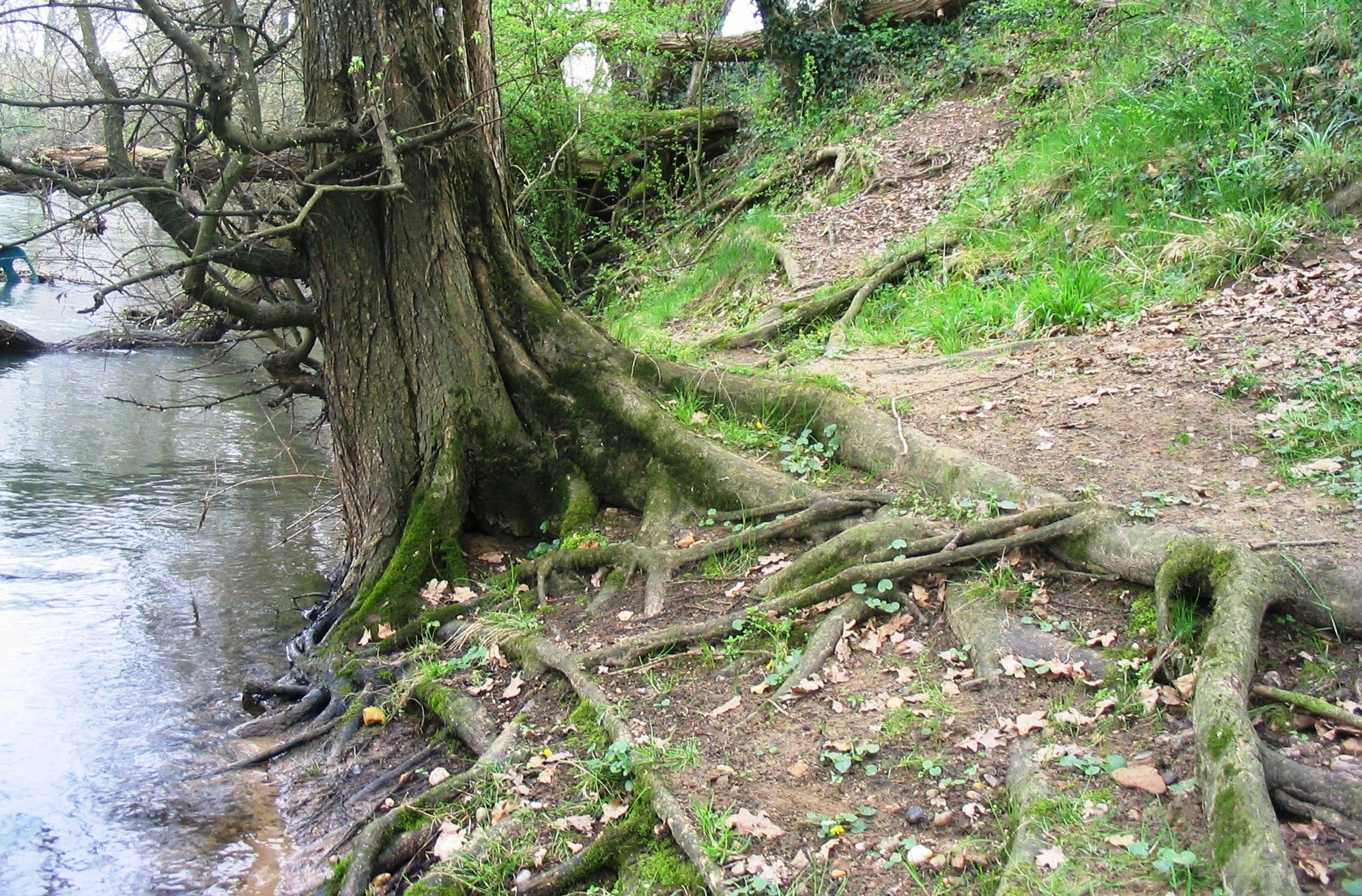
Système racinaire d'un orme lisse.
Castor.

## Patrimoine

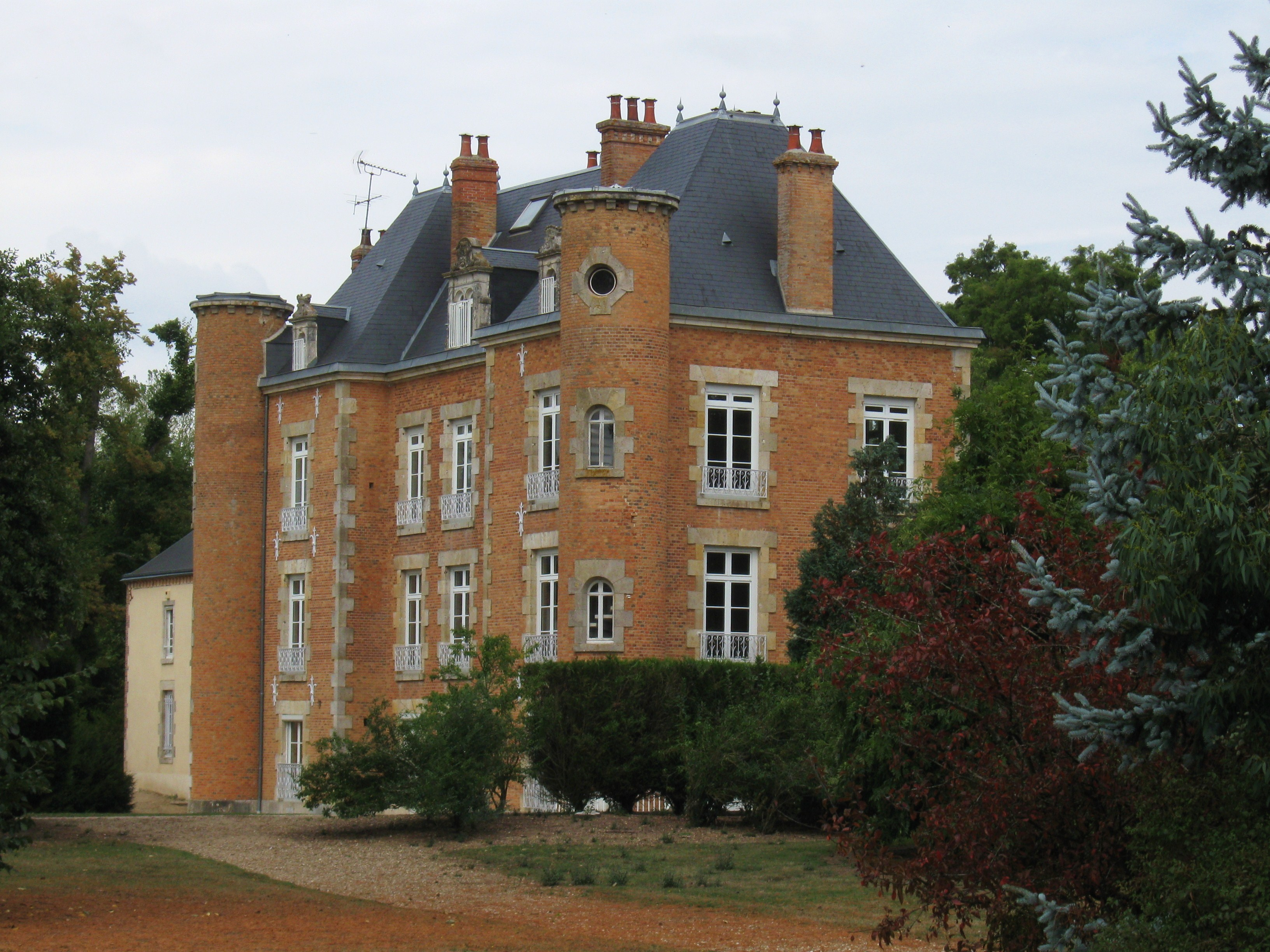
Château de la Mothe,
Saint-Cyr-en-Val.

- Le château de la Source : le maréchal d'Empire Louis Davout (1770-1823), s'y étant établi après la retraite de l'armée derrière la Loire selon la convention de Paris du 3 juillet 1815, y fait sa soumission au gouvernement royal le 14 juillet 1815 (voir article Louis Davout). Le domaine appartient ensuite au botaniste de renom le comte Jules Marie Claude de Tristan (1776-1861)[note 5], puis est acheté en 1959 par le département et la ville d'Orléans pour y installer la ville nouvelle, l'université et la technopole. Le parc floral de 30 ha est créé en 1964 et accueille les Floralies internationales en 1967[41].

- Château de la Quetonnière : parfois surnommé « la Folie Gauthier » du nom de Jules Gauthier, l'un de ses propriétaires du début du XIXe siècle[42].
- Château de la Mothe[Loc 17] : le premier château est construit au bord du Dhuy au XIIe siècle, et est à l'origine du village de Saint-Cyr-en-Val. Le château actuel date de 1866 et est racheté par la commune en 1997[43].
- Château de la Motte-Bouquin[Loc 18].
- Les moulins de Saint-Samson[Loc 19], de la Mothe[Loc 20], des Béchets[Loc 8], de Saint-Julien[Loc 12], du Bac[Loc 21], de la chaussée des Tacreniers[Loc 9]... Au total 13 moulins subsistent de nos jours[5].
- Les garages à bateaux, dont celui de la Quetonnière attribué à Garnier architecte de l'opéra Garnier.
- Le pont Saint-Nicolas avec ses arches aux profils différents entre Saint-Hilaire-Saint-Mesmin et Saint-Pryvé-Saint-Mesmin.
- Le parc floral de la Source à Orléans-la-Source.

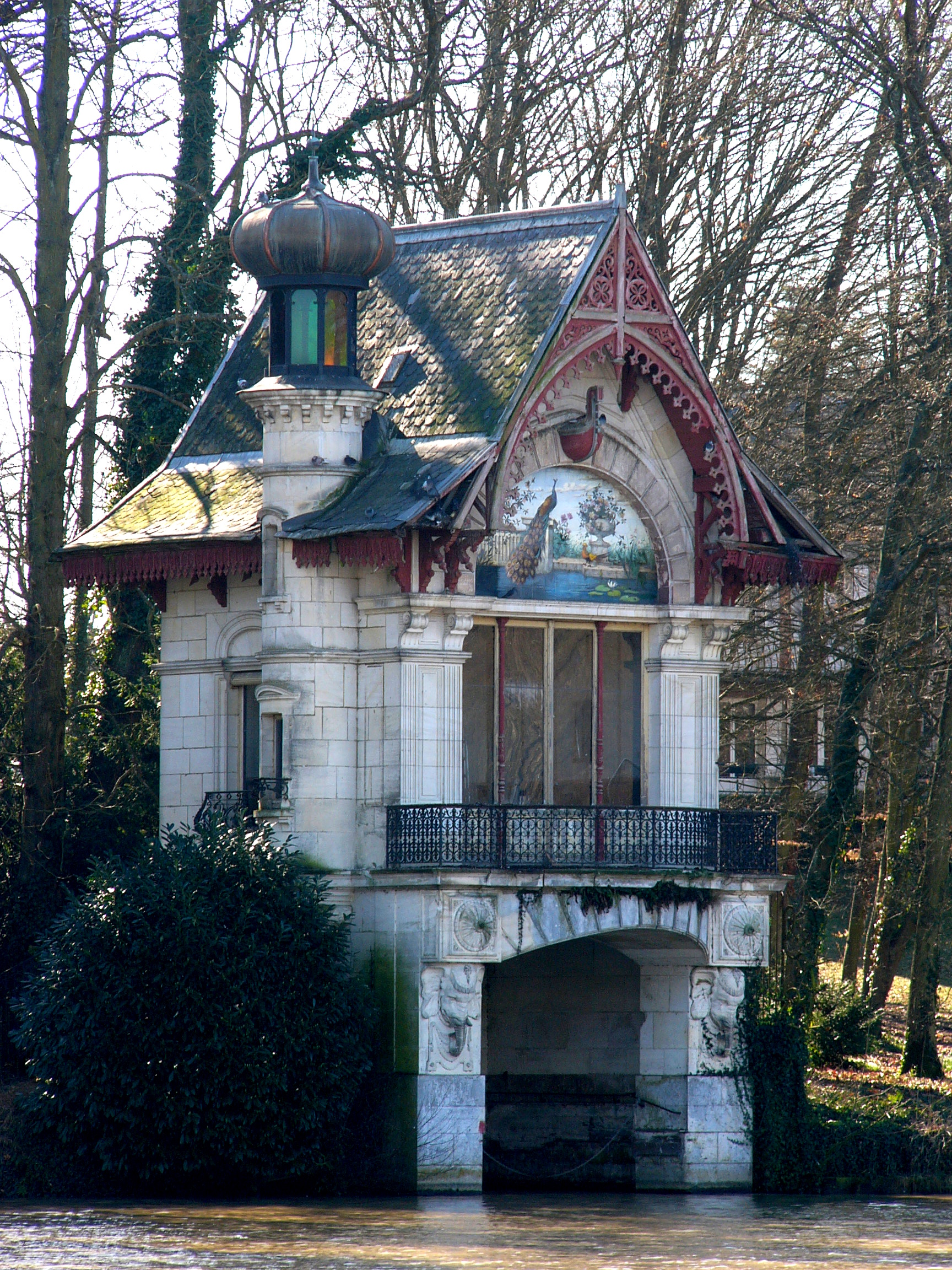
Garage à bateau de la Quetonnière, Olivet.
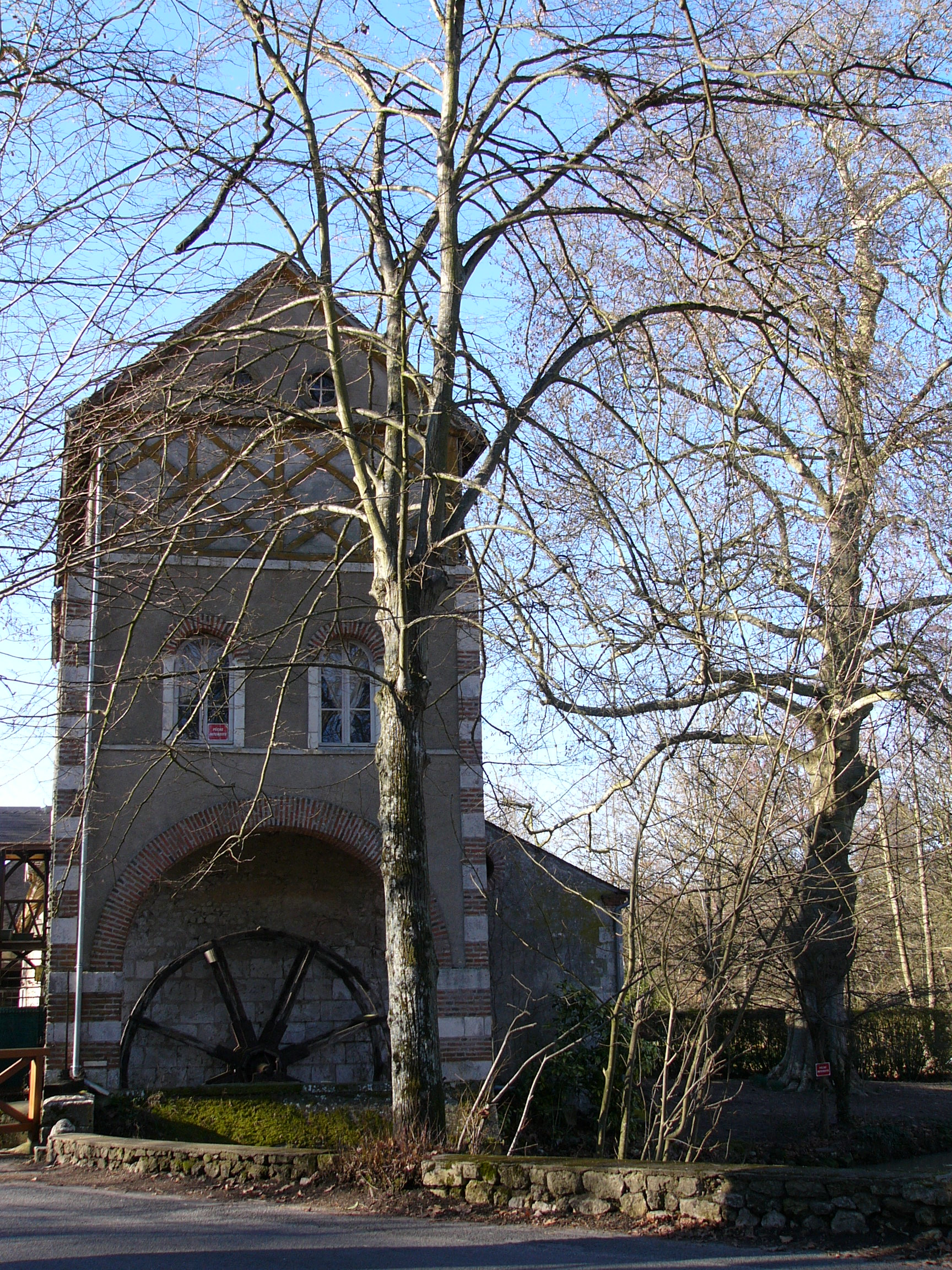
Moulin des Béchets, Olivet.
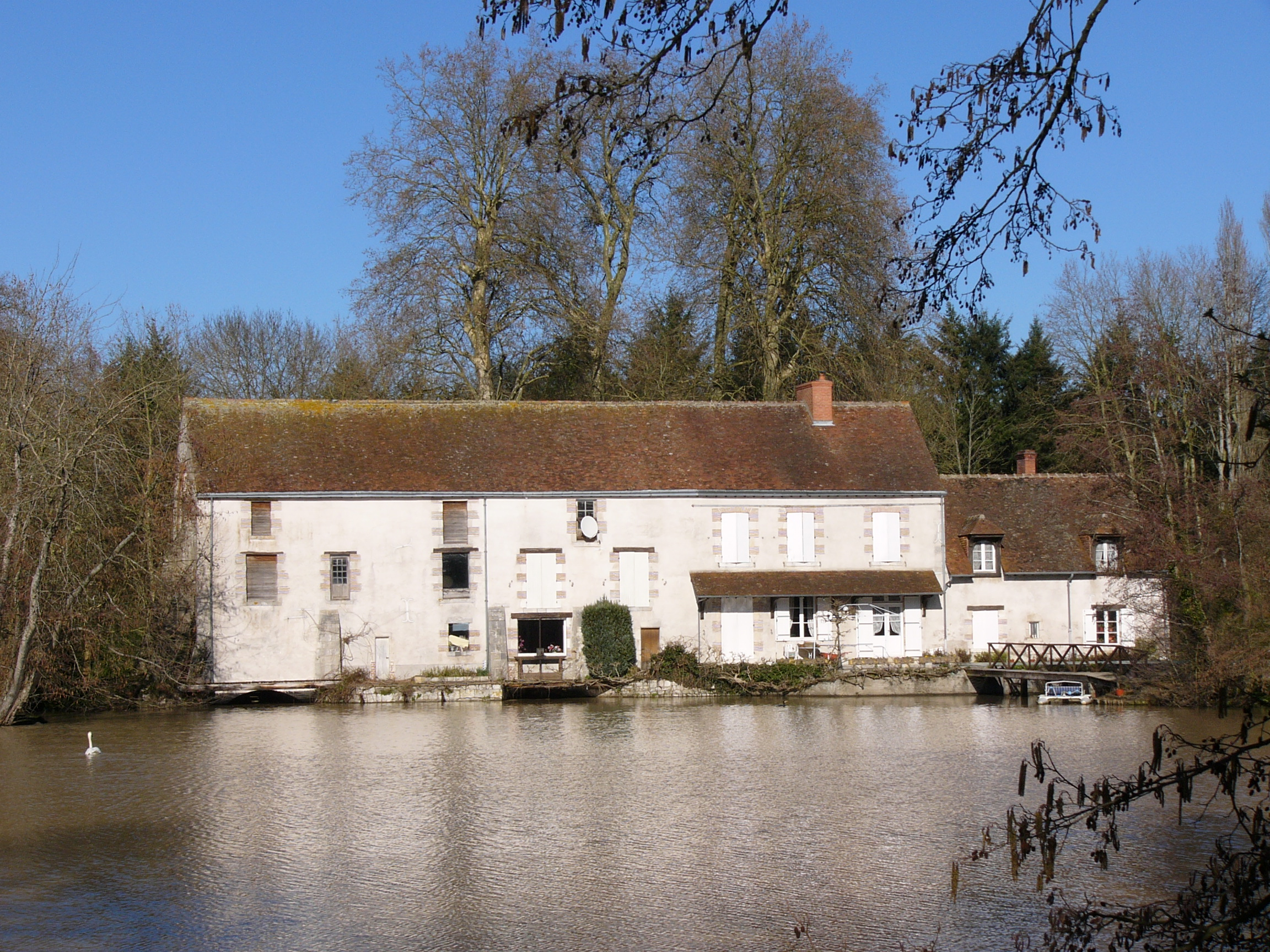
Moulin de Saint-Julien, Olivet.
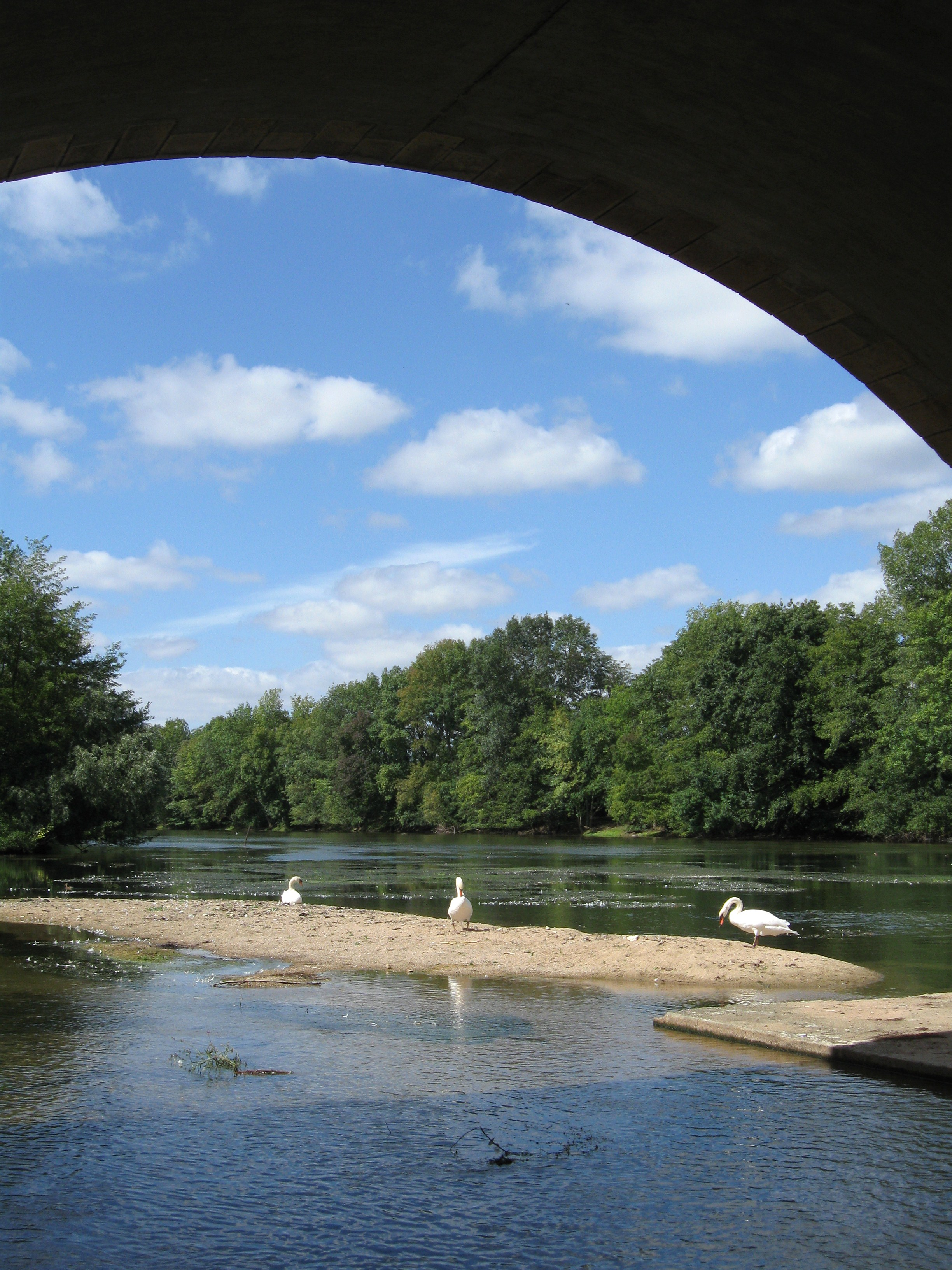
Pont Saint-Nicolas, vue aval.
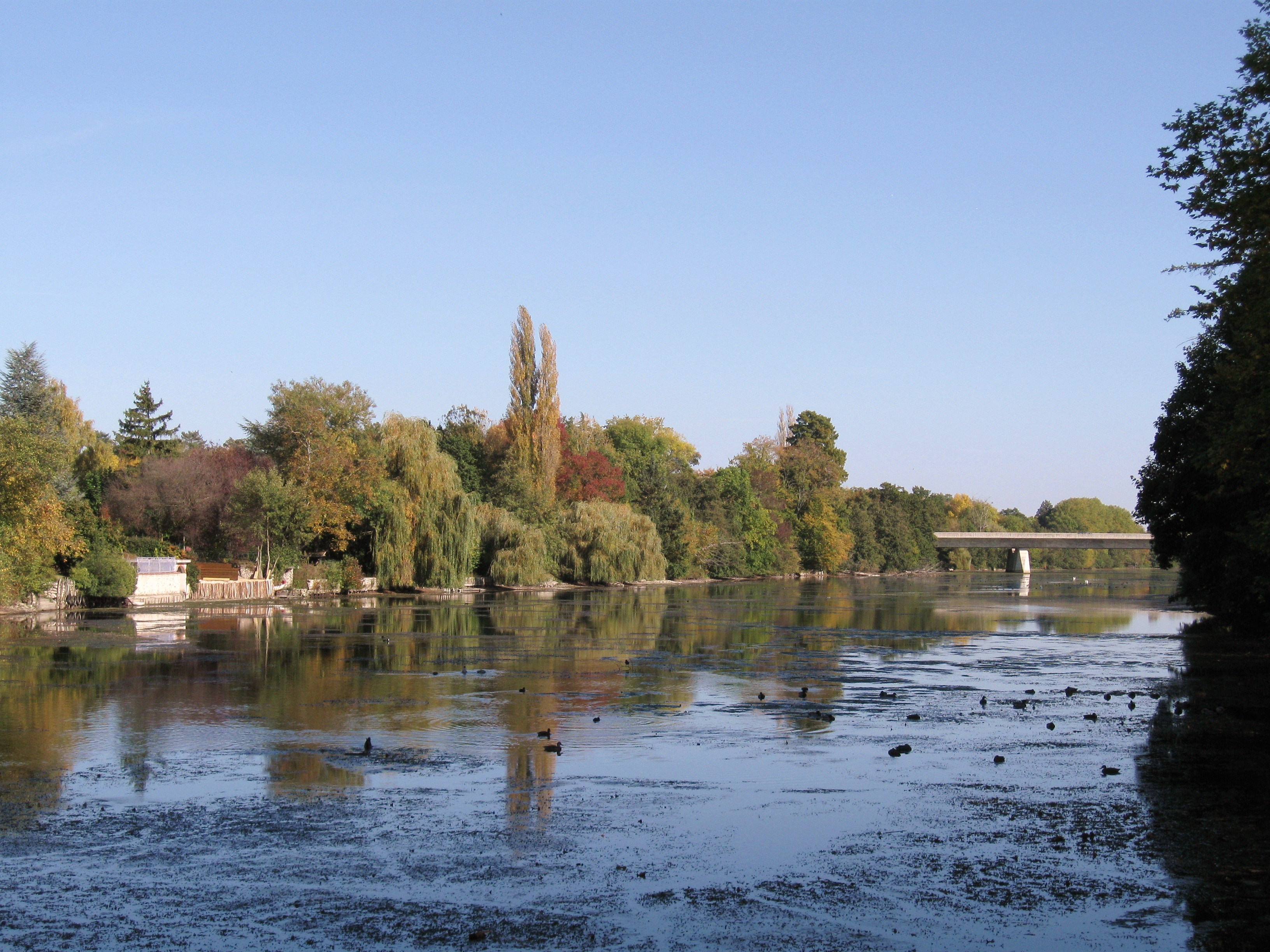
Chaussée des Tacreniers, vue amont. En arrière-plan, le pont de la D 2020 et du tramway.

## Culture
Le Loiret, rivière aux sources mystérieuses et fascinantes, a été représenté en bonne place dans l'art français - nonobstant sa petite taille, et peut-être parce que cette rivière est proche d'Orléans, ville historiquement importante de longue date.
On le trouve sous forme d'une nymphe dans un groupe statuaire, La Loire et la Loiret, achevé en 1707 par Corneille Van Clève et originellement destiné à la pièce d'eau des Nappes dans le parc du château de Marly. Cette statue est déménagée en 1719 au bassin occidental du jardin des Tuileries. En 1993 elle est apportée au Louvre, restaurée 2004 à 2006 et exposée près de l’entrée côté place de la Concorde.
La rivière est aussi figurée par une nymphe en bronze (1685-1689) par Thomas Regnaudin (fondeur du bronze : Balthazar Keller) installée sur la margelle orientale du bassin du parterre du Midi au château de Versailles - jardins dessinés par Le Nôtre et Charles Le Brun.
Elle est également représentée par une sculpture sur la fontaine monumentale par Mathurin Crucy sur la place Royale à Nantes.
Deux estampes d'auteurs anonymes, datées du XIXe siècle et représentant la source du Loiret, sont conservées au musée de la marine de Loire à Châteauneuf-sur-Loire.

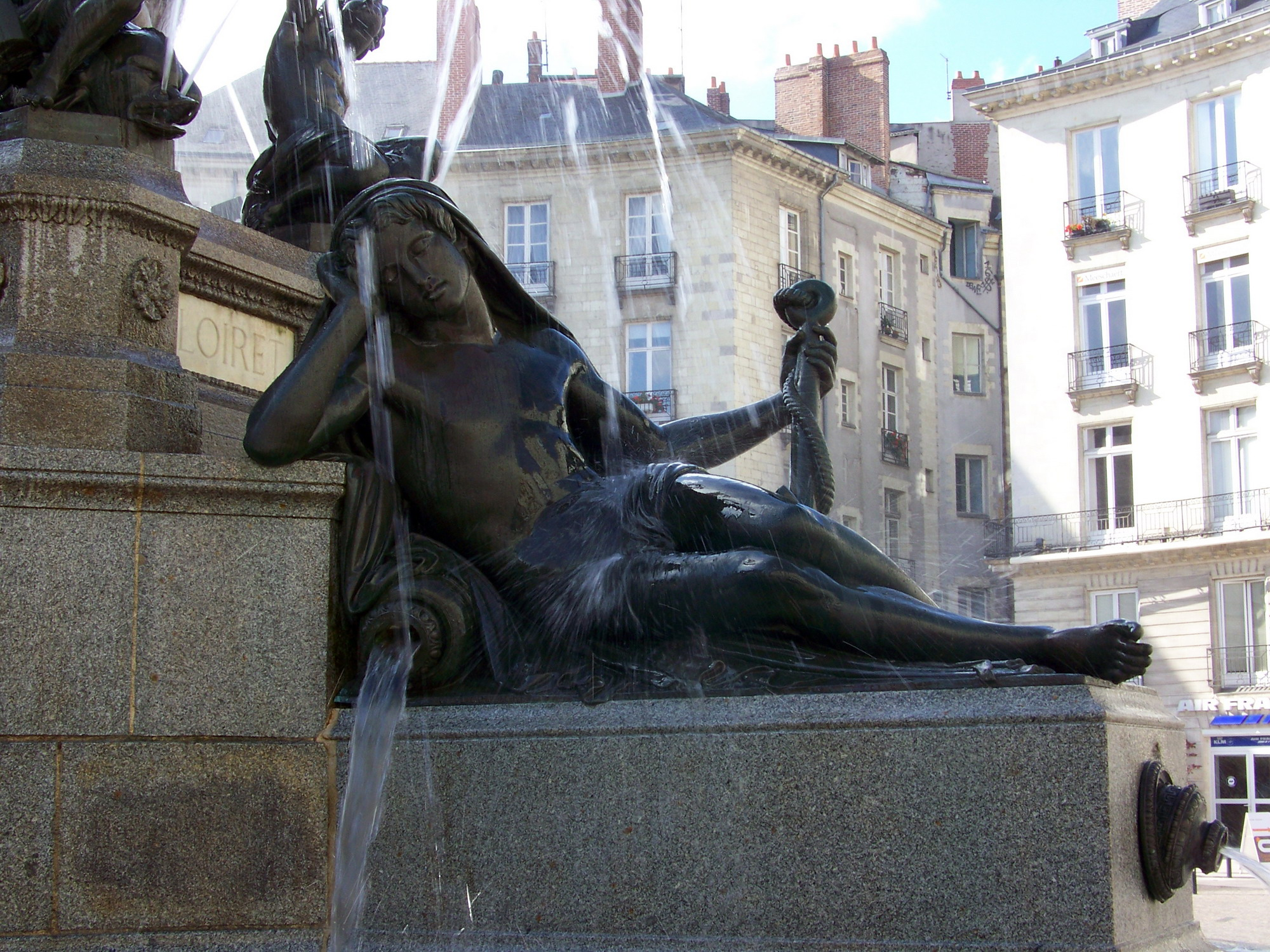
Le Loiret, fontaine de la place Royale, Nantes.
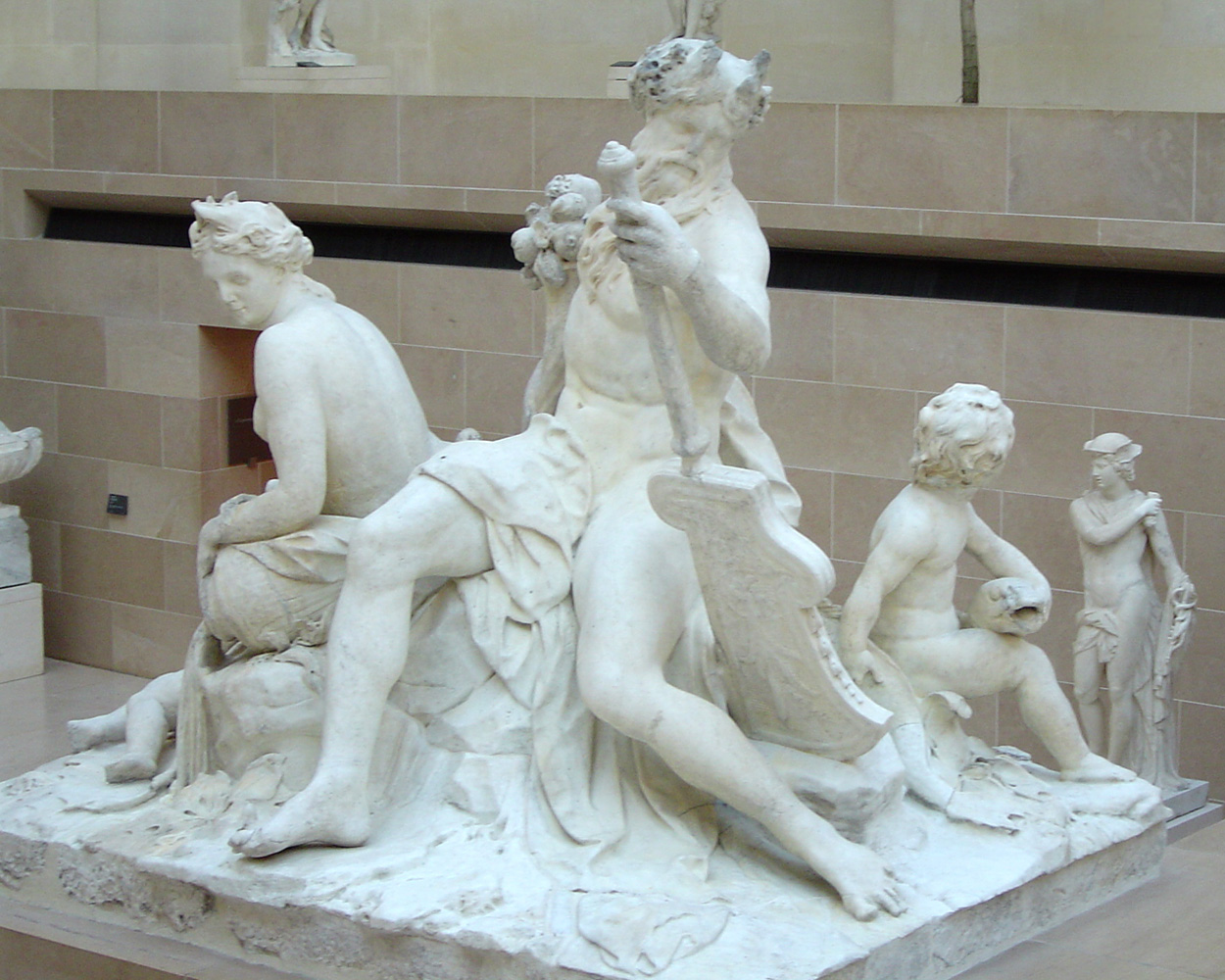
La Loire et le Loiret, Corneille Van Clève, 1707, musée du Louvre.
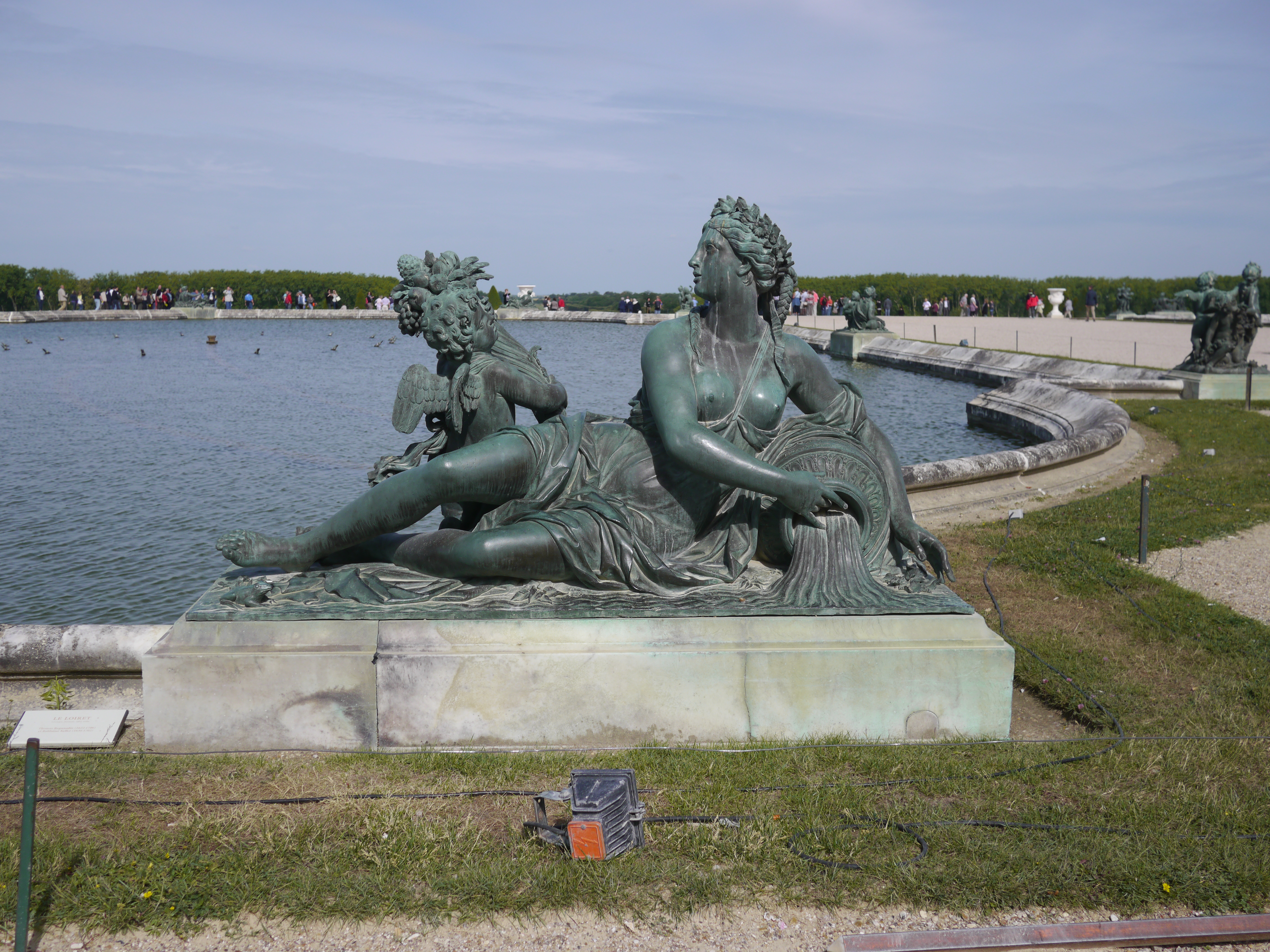
Le Loiret Thomas Regnaudin, bronze (fondeur Balthazar Keller) parterre du Midi, château de Versailles.
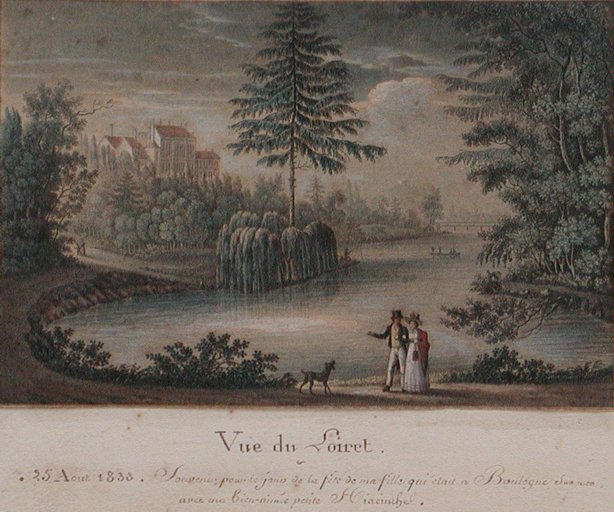
Vue du Loiret, estampe (~1833).

Deux vases ont été découverts dans l'Abîme, à 300 m en aval de la bouche de la source. Rien ne permet de préciser si ces pots ont été perdus en venant puiser de l'eau, ou s'ils ont été délibérément jetés dans la source en offrande (mais aucun autre indice d'offrandes n'a été découvert jusqu'à présent).

## Économie, tourisme

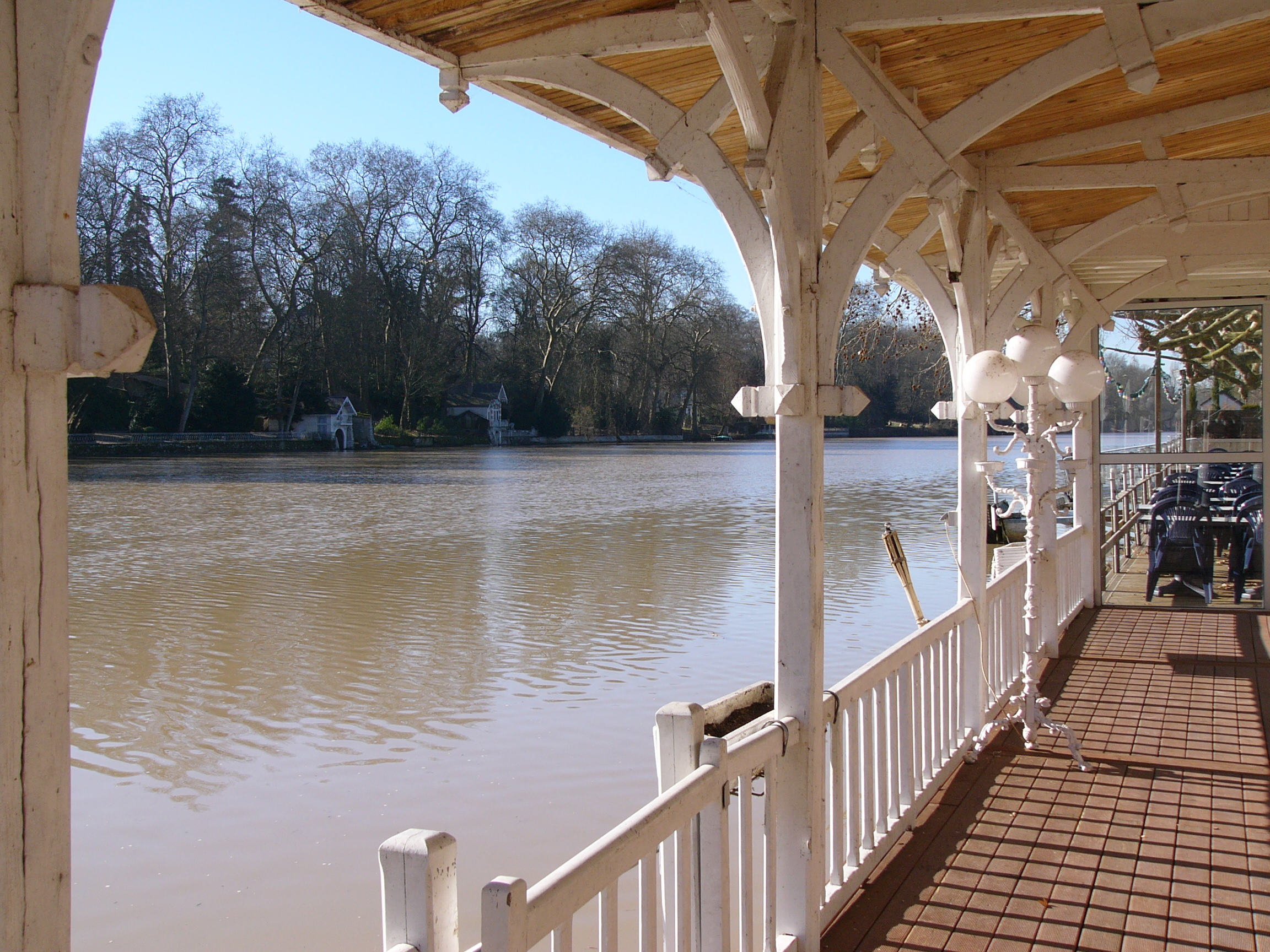
Restaurant le Pavillon bleu, Olivet.

Plusieurs établissements de restauration sont installés au bord du Loiret, dont les anciennes guinguettes du sentier des Prés très courues au XIXe siècle. « Le Rivage » (trois fourchettes au guide Michelin), auparavant « le Robinson », a été racheté en 1954 par Roland Béreaud, père de l'actuel propriétaire Jean-Pierre Béreaud en place depuis quarante ans (en 2013). « Le Pavillon bleu » (deux fourchettes au Michelin), anciennement « Les Quatre saisons », est tenu par Bertrand Béreaud. « À Madagascar », petite cabane en 1895 devenue restaurant soigné, est tenu par Virginie Bailly et Vincent Dédion. Au XIXe siècle sont également citées « la Closerie des Lilas », « le Petit Matelot » ou « le Restaurant Suisse ».
Le faible débit du Loiret allié à une largeur relativement importante, en font un lieu apprécié pour le canotage et les sports de type « aviron ».

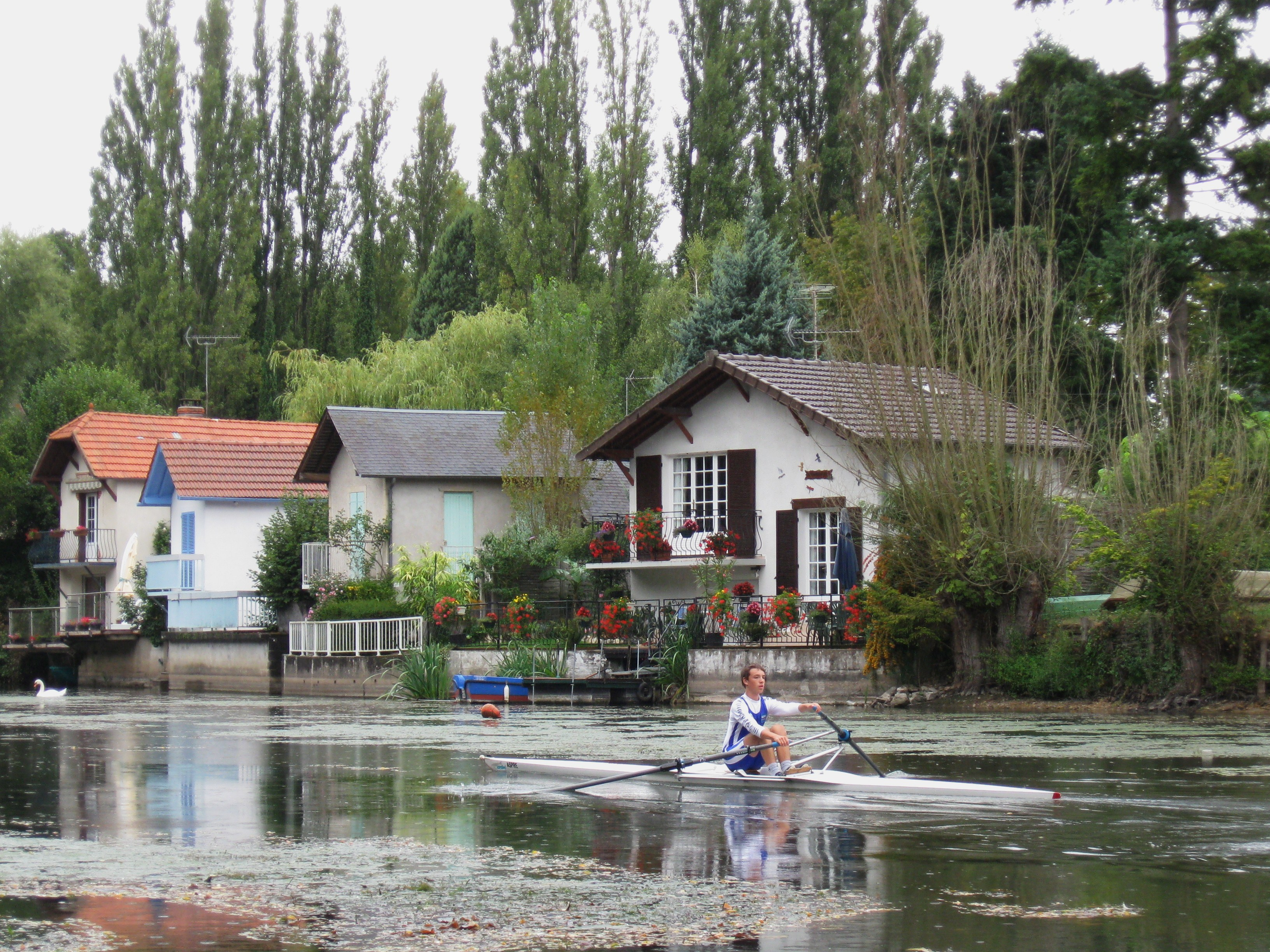
Aviron à Cotelle, Olivet.
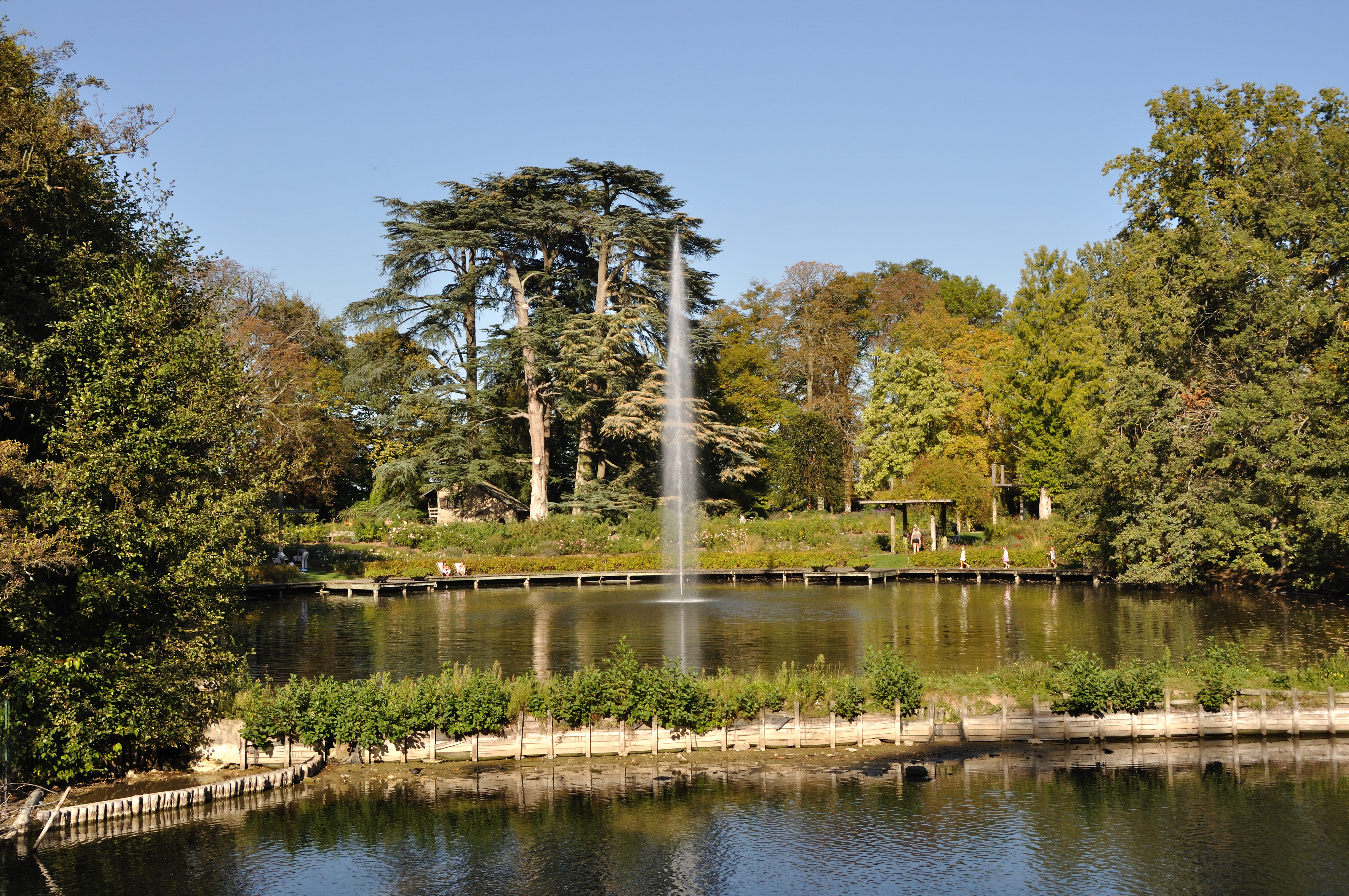
Fontaine sur « le Miroir », parc floral de la Source.
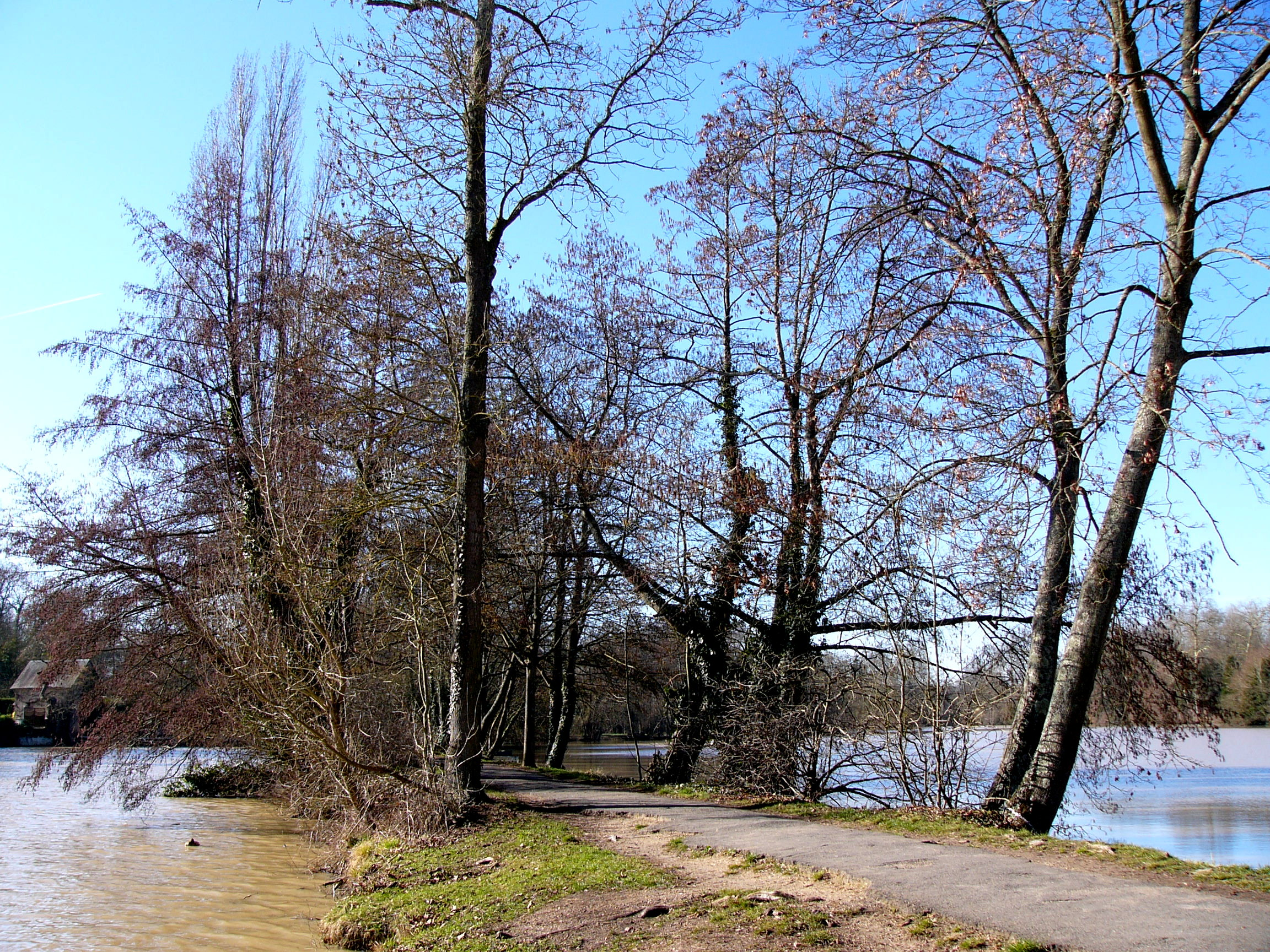
Promenade du sentier des Prés, Olivet.